# Operazione Tempesta Invernale
Operazione Tempesta Invernale (in tedesco: Unternehmen Wintergewitter) era il nome in codice assegnato dalla Wehrmacht alla controffensiva sferrata sul fronte orientale nel dicembre 1942 dal Gruppo d'armate Don, al comando del feldmaresciallo Erich von Manstein, per andare in soccorso della 6. Armee, rimasta accerchiata in una grande sacca tra il Don e il Volga a seguito della riuscita controffensiva sovietica di metà novembre.
La controffensiva ebbe inizio il 12 dicembre 1942: inizialmente raggiunse alcuni successi e le Panzer-Division di rinforzo, dopo aspri combattimenti contro le forze corazzate sovietiche nel rigido clima invernale, giunsero fino a circa 50 km dal perimetro della sacca di Stalingrado. Tuttavia, l'operazione si concluse con un totale fallimento strategico a causa dell'insufficienza dei mezzi a disposizione dei tedeschi, dell'afflusso di ingenti riserve meccanizzate dell'Armata Rossa e degli sviluppi catastrofici per l'Asse della situazione generale nel teatro meridionale del fronte orientale dopo lo sfondamento sovietico nell'area del Medio Don e il crollo dell'Armata italiana in Russia.
Il fallimento della controffensiva tedesca segnò definitivamente le sorti della 6. Armee ormai completamente isolata e indebolita dalla mancanza di adeguati rifornimenti; le esauste formazioni sopravvissute vennero distrutte dopo un'ulteriore offensiva sovietica, che si concluse il 2 febbraio 1943 segnando la fine definitiva della battaglia di Stalingrado.

## Situazione strategica

### Le decisioni di Hitler
(Risposta di Adolf Hitler al generale Kurt Zeitzler durante una discussione telefonica del 23 novembre 1942 riguardo alla situazione a Stalingrado)
La battaglia di Stalingrado, in corso dall'estate 1942 sul fronte orientale, aveva avuto una svolta decisiva a partire dal 19 novembre 1942 con l'inizio dell'operazione Urano, la grande controffensiva a tenaglia dell'Armata Rossa che si era conclusa in pochi giorni con la distruzione di gran parte delle truppe rumene schierate a fianco dei tedeschi e con l'accerchiamento completo, il 23 novembre 1942, della potente 6. Armee che da agosto era impegnata in sfibranti combattimenti tra le rovine della città. Le truppe tedesche accerchiate erano rimase ferme all'interno di una grande sacca, completamente isolate dal resto dello schieramento della Wehrmacht.
La decisione di Adolf Hitler di non concedere libertà d'azione al generale Friedrich Paulus, comandante della 6. Armee, e anzi di ordinargli di mantenere il fronte sul Volga, organizzare una difesa in tutte le direzioni e attendere aiuto dall'esterno, era maturata ancor prima dell'effettivo verificarsi dell'accerchiamento: già il pomeriggio del 21 novembre, infatti, il Führer aveva ordinato sia al generale Maximilian von Weichs, comandante dell'Heeresgruppe B, sia al generale Paulus di rimanere sulle posizioni nonostante il pericolo di quello che credeva fosse solo un temporaneo accerchiamento.

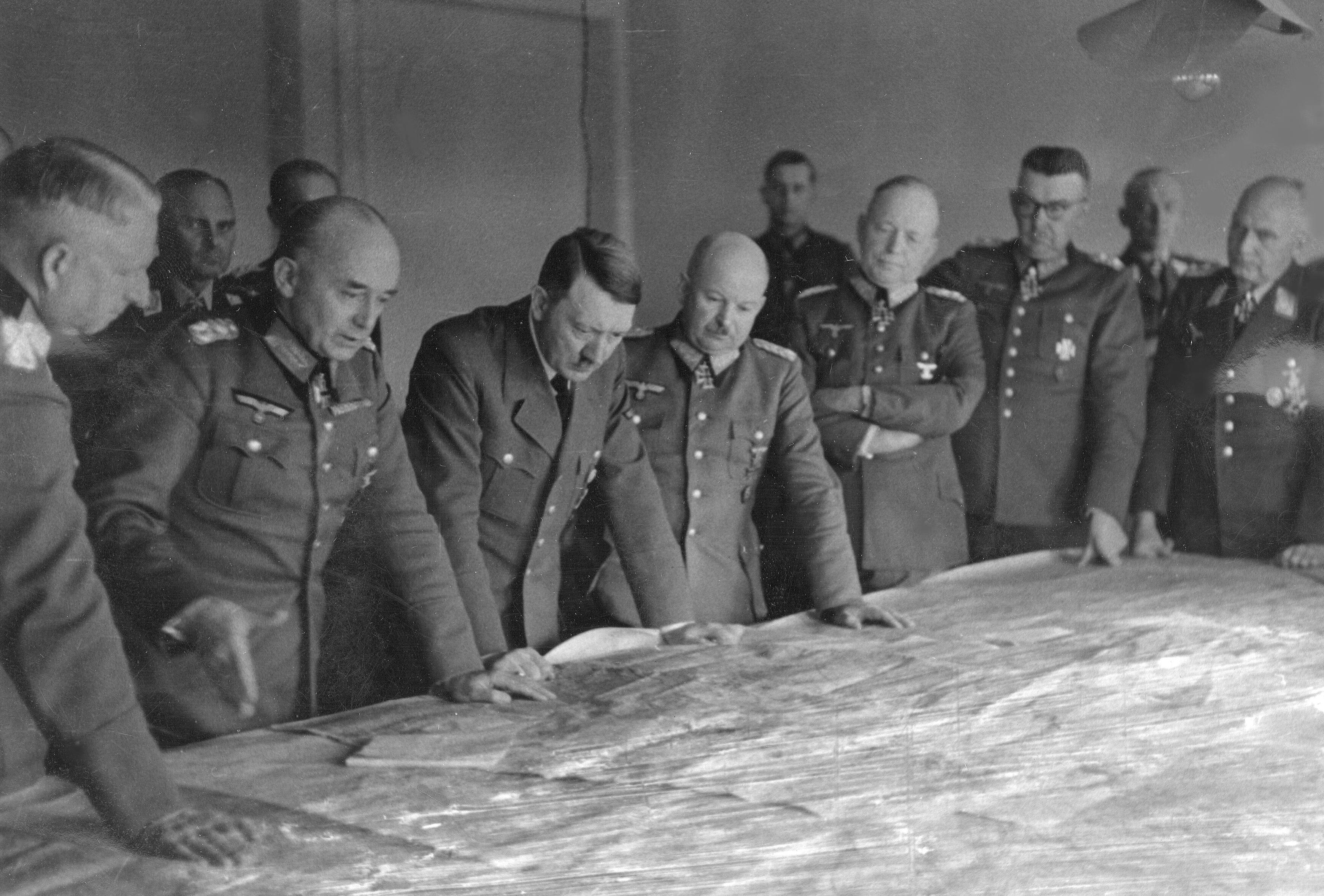
Conferenza a Rastenburg; da sinistra: il feldmaresciallo von Manstein, il generale Richard Ruoff, Hitler, il capo di stato maggiore Zeitzler, il generale Paul Ludwig Ewald von Kleist e il generale Werner Kempf

Il giorno precedente aveva avuto un primo colloquio al Berghof di Berchtesgaden, dove al momento risiedeva, con il generale Hans Jeschonnek, capo di stato maggiore della Luftwaffe, che probabilmente diede qualche ottimistica assicurazione sulla fattibilità di un ponte aereo per rifornire le truppe eventualmente accerchiate. Sempre il 21 novembre Hitler richiamò anche dal fronte di Leningrado il celebre feldmaresciallo Erich von Manstein per assegnargli il comando di un nuovo Gruppo d'armate schierato sul Don, con l'incarico di ristabilire la situazione nell'area del Don e del Volga.
Tale decisione conferma che Hitler, invece di pensare a una ritirata, contava di ribaltare la situazione e ottenere un nuovo successo. Lo stesso giorno il dittatore ebbe un colloquio telefonico con Hermann Göring che, il 22, si recò personalmente all'Obersalzberg; sembra verosimile che in queste occasioni egli, con la sua consueta leggerezza, possa aver dato ulteriori assicurazioni al Führer sulla fattibilità del ponte aereo. Il 23 novembre, il giorno della chiusura effettiva della sacca, Hitler ripartì in treno dall'Obersalzberg diretto al suo quartier generale di Rastenburg in Prussia Orientale, ma durante il viaggio mantenne contatti telefonici con il generale Kurt Zeitzler, capo di stato maggiore generale dell'esercito, confermando tutti gli ordini impartiti alla 6. Armee e al Gruppo d'armate B e, anzi, di includere nel perimetro difensivo alcuni aeroporti, principalmente quelli di Gumrak e Pitomnik, utili per un ponte aereo.

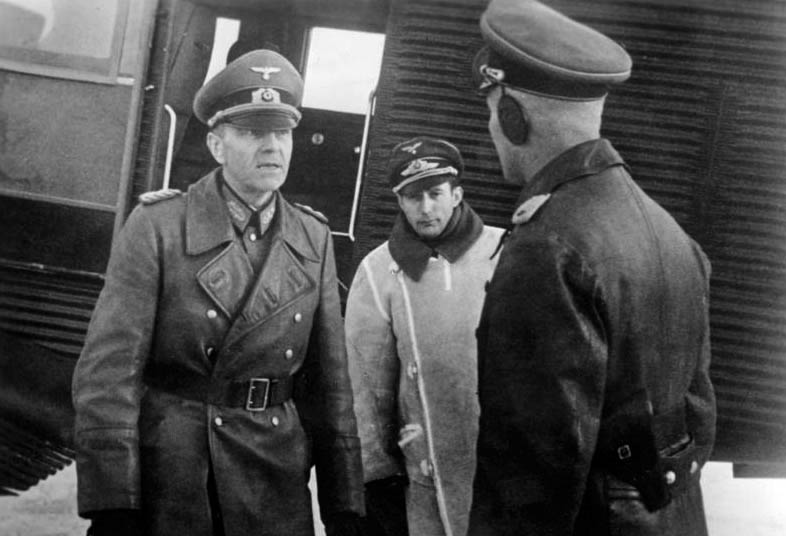
Il comandante della 6ª Armata, generale Friedrich Paulus

Nonostante i ripetuti appelli del generale Paulus, sostenuti sia dal generale von Weichs che dal generale Wolfram von Richthofen, comandante della Luftflotte 4, che manifestò forti dubbi sulla fattibilità di un rifornimento prolungato delle truppe per via aerea, Hitler rimase irremovibile. Giunto a Rastenburg la sera del 24 novembre, prese la decisione definitiva, dopo un nuovo contrasto con il generale Zeitzler, e diramò alla 6ª Armata il suo Führerbefehl, l'ordine tassativo con cui riconfermava di nuovo la decisione di non abbandonare Stalingrado, di prepararsi al ponte aereo e di costituire un nuovo raggruppamento strategico con l'afflusso di riserve, per sferrare una controffensiva e liberare le truppe accerchiate.
Paulus, dopo alcuni contrasti con i suoi subordinati, in particolare con il generale Walther von Seydlitz-Kurzbach, decise di ubbidire agli ordini di Hitler: la 6ª Armata rimase quindi in una grande sacca (nota come Kessel, "calderone", tra i soldati tedeschi) che la propaganda nazista esaltò quale Festung Stalingrad, la "fortezza Stalingrado". All'interno della sacca, che misurava circa 160 km di circonferenza, le truppe tedesche organizzarono una precaria difesa in tutte le direzioni, contando sui rifornimenti aerei e attendendo il soccorso dall'esterno.

### IlKesseldi Stalingrado

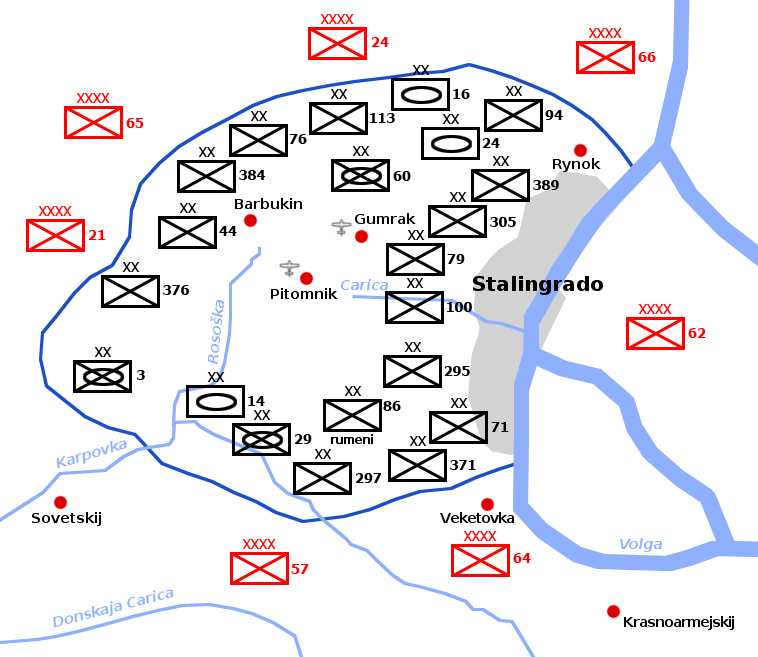
La sacca di Stalingrado con la dislocazione delle divisioni accerchiate della 6. Armee

Le truppe accerchiate ammontavano a cinque corpi d'armata (XIV. Panzerkorps, IV. Armeekorps, VIII. Armeekorps, XI. Armeekorps e LI. Armeekorps), per un totale di venti divisioni (tre divisioni corazzate – 14., 16. e 24. Panzer-Division – tre divisioni motorizzate – 3., 29. e 60. – e quattordici divisioni di fanteria – 44., 71., 76., 79., 94., 100., 113., 295., 297., 305., 371., 376., 384., 389.). Nella sacca erano rimaste bloccate anche due divisioni rumene (1ª Divisione cavalleria e 20ª Divisione fanteria), un reggimento croato e alcune decine di italiani (reparti del 127° e 248° autoreparto), oltre a numerosi reparti logistici, di artiglieria pesante campale e contraerea (9. FlaK-Division del generale Wolfgang Pickert), del genio e battaglioni di pionieri d'assalto. Un totale variabile, secondo le fonti, tra i 250000 e i 330000 soldati.
La decisione di Hitler era motivata principalmente da ragioni di prestigio, dopo le ripetute assicurazioni di vittoria manifestate pubblicamente, ma anche da considerazioni di strategia. In particolare, veniva considerata di dubbia fattibilità una ritirata organizzata nel rigido clima russo da parte del gran numero di truppe e materiali accerchiati; era inoltre ritenuto indispensabile il mantenimento delle posizioni sul Volga, in vista di future operazioni ma anche per salvaguardare le comunicazioni con il raggruppamento tedesco avventuratosi nel Caucaso.
Inoltre i precedenti rifornimenti aerei delle sacche a Demjansk e Cholm nell'inverno 1941-1942, coronati da pieno successo, davano speranza di poter sostenere e rifornire per un periodo indefinito le truppe accerchiate, anche se numericamente di consistenza tripla rispetto all'esperienza di Demjansk, in attesa di un soccorso dall'esterno in cui la consueta superiorità delle Panzer-Division, opportunamente richiamate da altri fronti, avrebbe potuto nuovamente manifestarsi. Queste concezioni non erano espresse solo da Hitler ma anche da molti esperti generali dell'OKW, dell'OKH (come si evidenzia dalle annotazioni presenti nel diario di guerra dell'alto comando) e soprattutto dallo stesso feldmaresciallo Erich von Manstein che, giunto al suo quartier generale tattico di Novočerkassk il 26 novembre, manifestò inizialmente ottimismo e supportò la decisione di Hitler di mantenere ferma la 6. Armee.
L'ottimismo di von Manstein, svanito molto presto di fronte alle oggettive difficoltà della situazione, si basava probabilmente sull'errata comprensione della reale forza delle formazioni sovietiche, delle difficoltà del ponte aereo, dei problemi posti dal terreno, dal clima e dalla difficoltà di organizzare in tempo utile la prevista controffensiva di salvataggio con le forze necessarie, ancorché promesse con generosità iniziale da Hitler.

### I combattimenti dopo l'accerchiamento della 6ª Armata

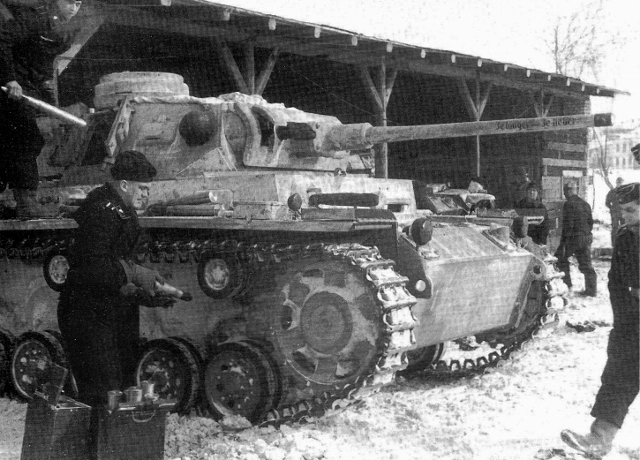
Equipaggi tedeschi preparano i propri mezzi in vista della controffensiva in direzione di Stalingrado

Il nuovo Gruppo d'armate Don era costituito inizialmente solo dai deboli resti delle forze tedesco-rumene appartenenti a quella parte della 4. Panzerarmee sfuggita all'accerchiamento e dei comandi di retrovia travolti dall'offensiva sovietica del 19 novembre, riorganizzati in kampfgruppen improvvisati grazie all'abilità tattica del generale Walther Wenck, nominato capo di stato maggiore dei resti della 3ª Armata rumena. Le truppe di rinforzo promesse da Hitler, quattro divisioni corazzate, una divisione da montagna, quattro divisioni di fanteria e tre divisioni campali della Luftwaffe, arrivarono con grande lentezza e, spesso, dovettero essere impiegate in parte per contenere l'ulteriore avanzata sovietica.
L'11. Panzer-Division, al comando del generale Hermann Balck e dotata di circa 70 carri armati, arrivò dal settore centrale del fronte nella retrovie della linea del Čir il 6 dicembre; fu assegnata al nuovo Armeeabteilung Hollidt che, al comando del generale Karl-Adolf Hollidt, aveva assunto il controllo delle sparpagliate forze tedesco-rumene sopravvissute alla disfatta. La divisione corazzata dovette subito intervenire per fermare il nuovo attacco della 5ª Armata corazzata del generale P. L. Romanenko. Il generale Nikolaj Fëdorovič Vatutin, comandante del Fronte sudoccidentale, aveva provveduto a rinforzare questa grande unità che, il 7 dicembre, sferrò un'offensiva lungo il Čir tra Surovikino e Lisinskij con alcune divisioni di fucilieri, il 3º Corpo di cavalleria delle guardie e il 1º Corpo corazzato del generale Butkov, equipaggiato con circa 200 carri armati. Mentre gli attacchi dei fucilieri e della cavalleria non raggiunsero risultati, i mezzi corazzati di Butkov avanzarono a sud del Čir, con l'intenzione di prendere alle spalle le difese tedesche dell'importante testa di ponte di Nižne Čirskaja.
Il mattino dell'8 i carri armati dell'11. Panzer-Division iniziarono un'abile manovra aggirante a ovest e a nord; i panzer del generale Balck sorpresero e distrussero le colonne motorizzate della fanteria sovietica e quindi arrivarono alle spalle delle brigate corazzate del 1º Corpo corazzato che, colte di sorpresa, bloccate a sud e attaccate da nord, si batterono tenacemente per tutto il giorno intorno alla Fattoria Statale n. 79. Due brigate sovietiche furono distrutte e i superstiti dovettero ripiegare rapidamente durante la notte, abbandonando il terreno conquistato. L'11. Panzer-Division rivendicò la distruzione di 53 mezzi corazzati nemici al costo di dieci carri armati distrutti o danneggiati.

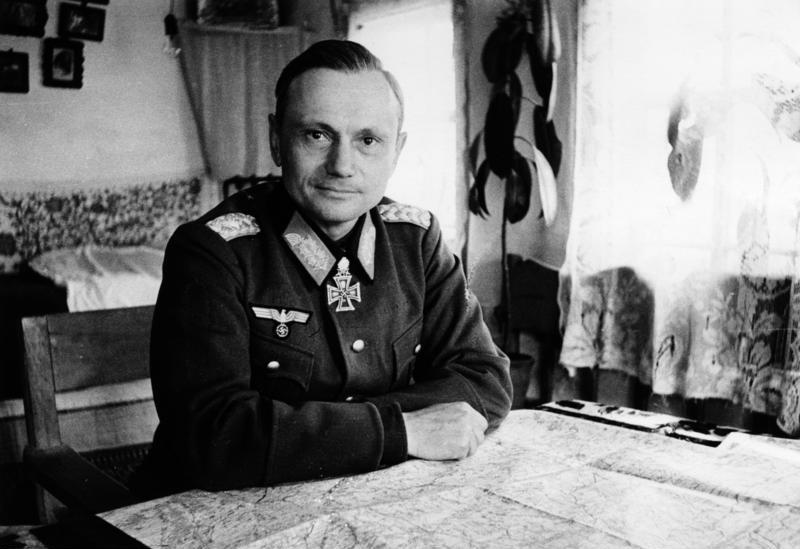
Il generale Hermann Balck, comandante dell'11. Panzer-Division sul fronte del Čir

Lo Stavka, nonostante gli insuccessi, era deciso a continuare gli attacchi lungo la linea del Čir, poiché riteneva essenziale guadagnare importanti posizioni tattiche a sud del fiume e, soprattutto, mantenere impegnate le forze meccanizzate del XXXXVIII. Panzerkorps individuate nel settore: se ne temeva, infatti, la partecipazione a un'eventuale controffensiva di sblocco in direzione della sacca di Stalingrado. Di conseguenza la 5ª Armata corazzata fu rapidamente rinforzata con l'afflusso del 5º Corpo meccanizzato, equipaggiato con 200 carri armati di produzione britannica, e fu costituita la nuova 5ª Armata d'assalto, affidata al generale Markian Michajlovič Popov e incaricata di attaccare le teste di ponte tedesche sul Čir e sul Don di Ryčkovskij e Verčne Čirskaja.
Gli scontri ripresero accaniti il 9 dicembre. Il 1º Corpo corazzato, che aveva subito pesanti perdite contro l'11. Panzer-Division, non fu in grado di raggiungere risultati nel settore della testa di ponte sul Čir a Ostrovskij; i panzer, insieme alla 336. Infanterie-Division, contrattaccarono, inflissero altre perdite ai reparti sovietici e guadagnarono terreno, pur senza eliminare la testa di ponte. Nel settore occidentale di Surovikino, invece, il 5º Corpo meccanizzato del generale Volkov e due divisioni di fucilieri, dopo alcuni attacchi falliti il 9, il 10 dicembre riuscirono a costituire due nuove teste di ponte a sud del fiume dopo aver superato la resistenza del Kampfgruppe Stahel. L'11 i sovietici ripresero gli attacchi e guadagnarono altro terreno a sud del Čir; l'11. Panzer-Division fu quindi nuovamente rischierata per parare questa minaccia: il generale Balck intraprese una marcia notturna e riuscì ad attaccare per primo, all'alba del 12 dicembre, le formazioni del 1º Corpo corazzato del generale Butkov e della 333ª e 47ª Divisione fucilieri, in avanzata verso sud da Lisinskij e Ostrovskij. Cooperando con la 336. Infanterie-Division, riguadagnò il terreno perduto, si portò poi a nord-ovest e nel pomeriggio del 12 dicembre contrattaccò il 5º Corpo meccanizzato del generale Volkov. Dopo duri scontri i sovietici furono fermati ma la divisione corazzata tedesca, molto indebolita dopo i continui spostamenti e combattimenti, non fu capace di eliminare le teste di ponte a sud del fiume Čir.
L'11. Panzer-Division si era perciò esaurita per giorni nei logoranti scontri sulla linea del fiume Čir, tesi a respingere i ripetuti attacchi sovietici in quel settore sferrati dalla 5ª Armata corazzata e dalla 5ª Armata d'assalto del generale Popov che, pur fallendo con dure perdite, impedirono il suo impiego per la prevista controffensiva di salvataggio.

## La controffensiva tedesca

### Piani e preparativi

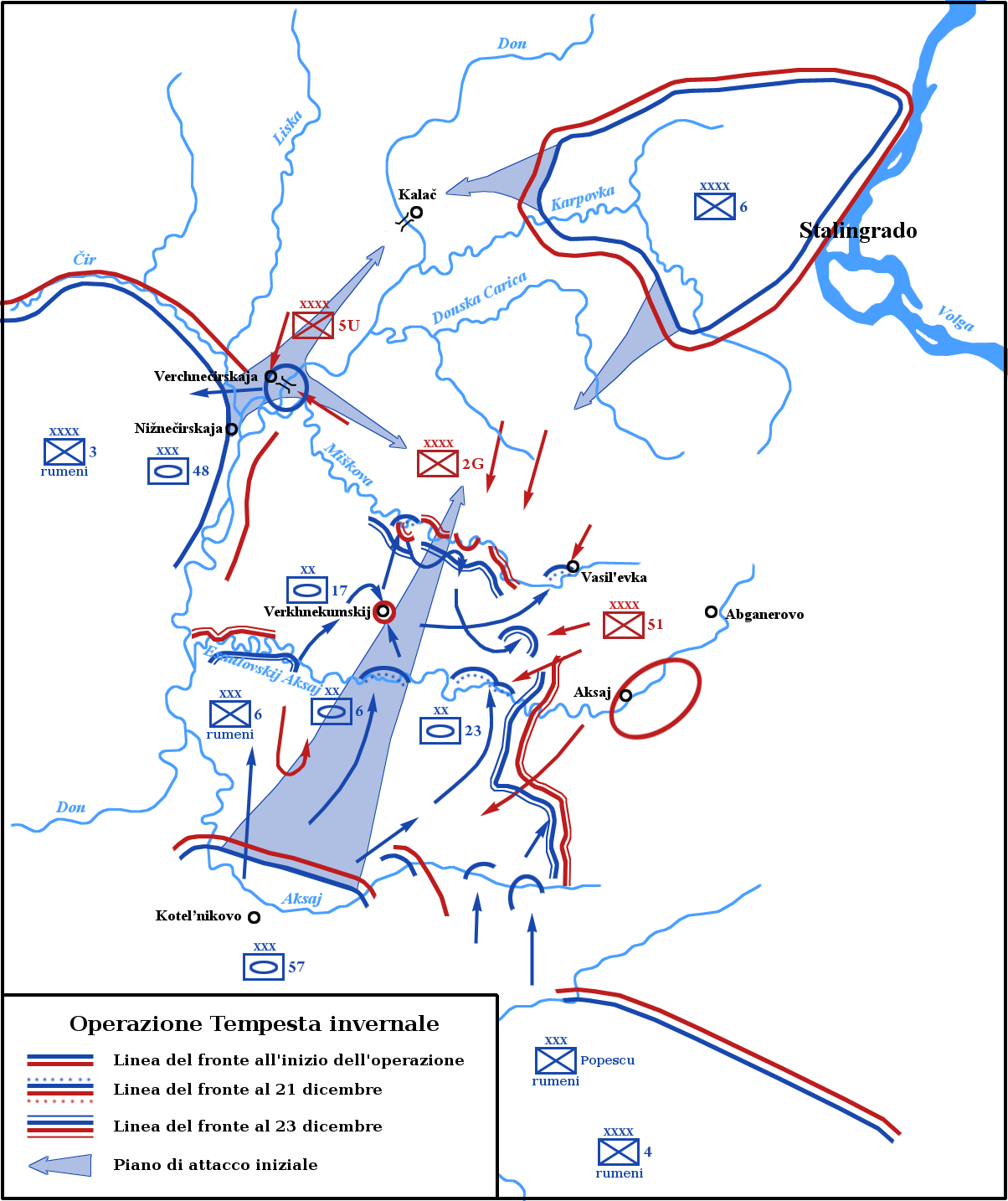
Il piano della controffensiva tedesca, indicato dalle grandi frecce in ceruleo, e gli effettivi movimenti delle diverse unità meccanizzate, tedesche e sovietiche, nel dicembre 1942

Il piano del feldmaresciallo von Manstein, infatti, prevedeva inizialmente una controffensiva a due punte con il XXXXVIII. Panzerkorps del generale Otto von Knobelsdorff che, ricostituito dopo le sconfitte dell'operazione Urano proprio intorno all'11. Panzer-Division, avrebbe attaccato dalla testa di ponte sul fiume Čir di Nižne Čirskaja direttamente verso est; e con il LVII. Panzerkorps del generale Friedrich Kirchner che, richiamato dal Caucaso e costituito dalla 23. Panzer-Division (quattro Panzer II, diciassette Panzer III, nove Panzer IV) e dalla molto più potente 6. Panzer-Division (159 panzer ultimo modello) proveniente dalla Francia, sarebbe passato all'offensiva dalla regione di Kotel'nikovo in direzione nord, verso la sacca.
I contrattempi sul fronte del Čir, i ritardi nell'arrivo dei rinforzi promessi e la loro incompletezza costrinsero il feldmaresciallo von Manstein a rinviare l'inizio della sua offensiva con conseguente, ulteriore logoramento delle truppe accerchiate (a causa del fallimento del ponte aereo) e rafforzamento delle difese sovietiche; il comandante del Gruppo d'armate Don inoltre dovette modificare i suoi piani, cancellando l'attacco sul Čir e concentrando la spinta offensiva sul solo raggruppamento del generale Hermann Hoth, schierato nell'area di Kotel'nikovo, costituito in pratica dal solo LVII. Panzerkorps del generale Kirchner: sul fianco destro si sarebbe avvalso del pur debole apporto dei resti della 4ª Armata rumena, disfatta durante l'operazione Urano. L'attacco avrebbe avuto inizio solo il 12 dicembre. e fu preceduto da una serie di combattimenti preliminari da parte della 6. Panzer-Division che, appena arrivata per ferrovia nel settore di Kotel'nikovo, dovette subito affrontare i reparti del 4º Corpo di cavalleria sovietico, audacemente spintisi in profondità. Il 3-4 dicembre 1942 i carri armati della 6. Panzer-Division contrattaccarono con successo e sconfissero a Pоčlёbin la cavalleria sovietica che perse 10 carri armati, 14 cannoni e 2000 prigionieri.
In realtà le concezioni generali del feldmaresciallo von Manstein non concordavano affatto con le intenzioni di Hitler. La controffensiva di salvataggio in corso di preparazione, secondo il Führer, avrebbe dovuto consentire la riapertura dei collegamenti con la 6. Armee che, quindi, non avrebbe dovuto evacuare le sue posizioni, ma al contrario sarebbe rimasta sul fronte del Volga e di Stalingrado. Secondo il comandante del Gruppo d'armate Don invece, la situazione generale della Wehrmacht sul fronte orientale rendeva inevitabile (dopo l'atteso successo della controffensiva) organizzare la ritirata metodica dell'armata del generale Paulus e, in un secondo tempo, l'arretramento dell'intero schieramento tedesco nel settore meridionale del fronte orientale, per arroccarsi su posizioni più difendibili: si sarebbe dovuto rinunciare a Stalingrado e al Caucaso.
Durante il lungo periodo preparatorio, anche nel campo sovietico si era verificata una complessa discussione strategico-operativa tra Iosif Stalin, il generale Aleksandr Michajlovič Vasilevskij, capo di stato maggiore dell'Armata Rossa, e i principali generali sul campo riguardo agli ulteriori sviluppi dell'offensiva e alle possibili risposte tedesche. La pianificazione originale di Stalin e dello Stavka aveva previsto un'immediata distruzione delle truppe tedesche accerchiate da parte delle forze dei fronti dei generali Konstantin Konstantinovič Rokossovskij e Andrej Ivanovič Erëmenko, quindi la prosecuzione verso ovest dell'avanzata del fronte del generale Nikolaj Vatutin per allontanare ancor di più il fronte tedesco dalle truppe accerchiate nella sacca di Stalingrado. Ottenuti questi risultati, sarebbe scattata la nuova operazione Saturno con obiettivo Rostov, con conseguente isolamento e distruzione sia del Gruppo d'armate Don, sia dell'Heeresgruppe A, rimasto nel Caucaso su ordine di Hitler e passato al comando del generale Paul Ludwig Ewald von Kleist.
Questi piani erano troppo ottimistici e sottovalutavano ancora una volta l'abilità e la potenza dell'Esercito tedesco; non solo i tedeschi riuscirono a frenare nella prima settimana di dicembre l'avanzata sovietica sia verso Kotel'nikovo sia oltre il fiume Čir, ma soprattutto la 6. Armee circondata nel Kessel mantenne il morale alto (sperando nelle assicurazioni del Führer) e una notevole capacità combattiva: quindi respinse tutti gli attacchi sovietici nei primi giorni di dicembre e difese saldamente le proprie posizioni nonostante le prime difficoltà derivanti dalle enormi carenze del ponte aereo e dal peggioramento del clima.
Di conseguenza, Stalin e il generale Vasilevskij dovettero modificare profondamente i loro piani. I tentativi di schiacciare la sacca furono temporaneamente sospesi e le truppe del fronte del generale Rokossovskij e di parte del fronte del generale Erëmenko rimasero impegnate a bloccare saldamente le forze del generale Paulus e a impedire sortite; il piano "Saturno" fu rinviato; fu potenziato lo schieramento sul Čir e sul fiume Aksaj, dato che erano ormai evidenti i primi segni di un tentativo controffensivo tedesco in direzione delle truppe accerchiate.
In questa fase le discussioni più importanti nell'alto comando sovietico verterono principalmente sull'impiego della potente 2ª Armata corazzata delle guardie, tenuta in riserva e che era stato inizialmente previsto di lanciare in avanti nella seconda fase dell'operazione Saturno; per accelerare la distruzione delle truppe tedesche nella sacca, Stalin decise di impiegarla invece per rinforzare in modo decisivo il fronte del generale Rokossovskij incaricato di sferrare al più presto l'operazione Anello A questo riguardo i tedeschi, sferrando l'attacco principale nella regione di Kotel'nikovo (sul fiume Aksaj), ottennero un certo effetto di sorpresa dato che, con l'eccezione del generale Erëmenko, Stalin e altri generali temevano maggiormente una minaccia sul fiume Čir, più vicino alla sacca di Stalingrado.

### Avanzata iniziale

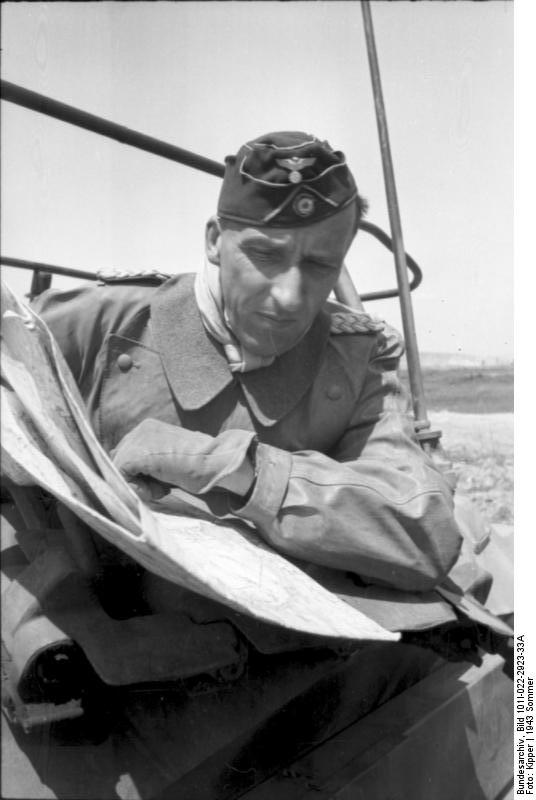
Il colonnello von Hünersdorff, comandante del kampfgruppe di testa della 6. Panzer-Division durante l'operazione Tempesta invernale

L'operazione Tempesta Invernale scattò il 12 dicembre: il raggruppamento del generale Hoth (35000 uomini e circa 200 carri armati) prese in contropiede le modeste forze del fronte del generale Erëmenko schierate nel settore dell'Aksaj (35000 uomini e 77 carri armati) e sconvolse anche tutta la pianificazione dello Stavka e di Stalin. Le due Panzer-Division del LVII. Panzerkorps colsero subito successi: la 6. Panzer-Division del maggior generale Erhard Raus, che attaccava al centro dello schieramento, concentrò i suoi panzer nel kampfgruppe von Hünersdorff al comando dell'abile colonnello Walther von Hünersdorff, e superò facilmente la resistenza di reparti del debole 4º Corpo di cavalleria e della 85ª Brigata carri sovietici; il reparto corazzato deviò poi verso nord-est e raggiunse il villaggio di Čilekov, 35 chilometri a nord-est di Kotel'nikovo. Sull'ala destra il kampfgruppe Illig della 23. Panzer-Division sconfisse i reparti della 302ª Divisione fucilieri sovietica e nel primo pomeriggio occupò Nobykov.
La 6. Panzer-Division sfruttò prontamente il successo iniziale e, dopo un'avanzata notturna, i carri armati tedeschi raggiunsero alle ore 08:00 del 13 dicembre il fiume Aksaj, attraversarono subito il corso d'acqua e costituirono una preziosa testa di ponte a Zalivskij. Il 13 dicembre il kampfgruppe von Hünersdorff, dopo qualche difficoltà causata dal crollo del ponte provvisorio sull'Aksaj provocato dal peso del carro armato del colonnello comandante, riprese l'avanzata con parte delle sue forze e occupò con poca difficoltà l'importante villaggio di Verčne Kumskij. La 23. Panzer-Division era rimasta molto più indietro e si trovava ancora a sud dell'Aksaj, nella regione a nord-est di Nobykov, dove l'elemento di punta della divisione, il kampfgruppe Heydebreck, era in combattimento con un gruppo di carri armati sovietici.
Mentre l'operazione Wintergewitter procedeva apparentemente con pieno successo, le riserve sovietiche che il generale Erëmenko, giustamente allarmato, aveva richiamato con urgenza, stavano confluendo verso la linea dell'Aksaj; intanto i resti del 4º Corpo di cavalleria e delle divisioni fucilieri 302ª, 126ª e 91ª cercavano di mantenere le loro posizioni sui fianchi del cuneo LVII. Panzerkorps. Erano altresì in arrivo, sotto il comando superiore del generale G. F. Zacharov, vice-comandante del Fronte di Stalingrado, il 4º Corpo meccanizzato, il 13º Corpo meccanizzato, la 234ª e la 235ª Brigata carri, la 20ª Brigata anticarro e la 87ª Divisione fucilieri. Una parte di queste forze entrarono in combattimento già il 13 dicembre.
A Verčne Kumskij la 6. Panzer-Division, dopo aver respinto la cavalleria sovietica, fu impegnata in una serie di combattimenti contro la 234ª e la 235ª Brigata carri e contro i primi elementi del 55º reggimento carri del 4º Corpo meccanizzato. Secondo il resoconto del generale Raus, i panzer del kampfgruppe von Hünersdorff ebbero la meglio in tre successive battaglie di carri e mantennero per il momento il possesso di Verčne Kumskij. Anche la 23. Panzer-Division dovette fronteggiare duri contrattacchi: due brigate del 13º Corpo meccanizzato del generale Tanasčišin, equipaggiate con 49 carri armati, attaccarono il fianco destro della divisione mentre i reparti giunti sull'Aksaj a Krugliakov furono investiti da un'altra brigata meccanizzata; dopo violenti scontri tra blindati, la divisione mantenne le sue posizioni ma non poté riprendere l'avanzata.

### Battaglie di carri a Verčne Kumskij
(Affermazione del generale Friedrich von Mellenthin, capo di stato maggiore del XLVIII. Panzerkorps, riportata nelle sue memorie di guerra)

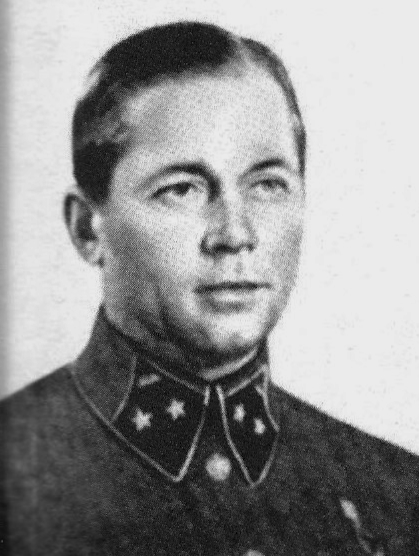
Il generale Vasilij T. Vol'skij

I combattimenti del 13 dicembre furono solo il preludio della vera battaglia di Verčne Kumskij, che ebbe realmente inizio il 14 dicembre 1942 quando la 6. Panzer-Division entrò in combattimento contro due brigate del 4º Corpo meccanizzato sovietico del generale Vasilij Timofeevič Vol'skij, appena giunto sul campo di battaglia ed equipaggiato con 156 carri armati, dei quali settantanove medi T-34 e settantasette leggeri T-70. Fino al 19 dicembre 1942 si alternarono attacchi e contrattacchi intorno a Verčne Kumskij, che bloccarono momentaneamente l'avanzata tedesca e logorarono le forze impegnate nella controffensiva, trasformando la prevista rapidissima puntata corazzata verso la sacca di Stalingrado in una faticosa progressione verso nord, lenta e costosa in uomini e mezzi. Il 14 i panzer del colonnello von Hünersdorff furono attaccati da nord-est e da nord-ovest; i tedeschi furono in parte accerchiati all'interno di Verčne Kumskij, ma riuscirono progressivamente a respingere gli attacchi dei carri sovietici e mantennero le posizioni; sull'Aksaj un'altra brigata sovietica del 4º Corpo meccanizzato avanzò da ovest verso est, lungo la riva settentrionale e in direzione della testa di ponte di Zalivskij. Sull'ala destra, la 23. Panzer-Division guadagnò terreno, respinse due brigate del 13º Corpo meccanizzato e il kampfgruppe Bachmann conquistò una testa di ponte sull'Aksaj a Krugliakov.
Nonostante gli apparenti successi tedeschi la battaglia per Verčne Kumskij era appena iniziata. Il generale Vol'skij aveva completato il concentramento delle sue forze e il 15 dicembre 1942 sferrò un grande assalto coordinato; due brigate meccanizzate e un reggimento carri avrebbero attaccato il villaggio occupato dalla 6. Panzer-Division da tre direzioni, nord-ovest, nord e nord-est, mentre a sud la terza brigata del 4º Corpo meccanizzato, rinforzata da un altro reggimento carri, avrebbe ripreso la manovra lungo la riva settentrionale dell'Aksaj per raggiungere Zalivskij e intercettare le comunicazioni delle forze tedesche avanzate a nord del fiume. Dopo una serie di confusi combattimenti, la battaglia si concluse con il successo dei sovietici; anche se il generale Raus, comandante della 6. Panzer-Division, descrive nelle sue memorie le manovre e gli scontri condotti dai suoi panzer e riferisce di vittorie tattiche locali contro le varie brigate meccanizzate nemiche, in realtà al termine della giornata il kampfgruppe von Hünersdorff fu costretto a evacuare Verčne Kumskij e ripiegare a sud fino alla riva dell'Aksaj.
Il generale Vol'skij attaccò alle 09:00 del 15 dicembre da nord con una brigata meccanizzata che fece irruzione dentro Verčne Kumskij dopo violenti scontri tra carri; un tentativo di contrattacco tedesco fu respinto. A ovest del villaggio un'altra brigata meccanizzata sovietica e il 55º Reggimento carri colpirono il fianco sinistro della 6. Panzer-Division e alle 14:00 superarono la resistenza dei panzer. A est del villaggio il 4º Corpo meccanizzato del generale Vol'skij ricevette inoltre il sostegno del 1378º Reggimento fucilieri, dei resti di due brigate carri e di una brigata anticarro. Alla fine della giornata i sovietici, dopo aver liberato Verčne Kumskij, raggiunsero la riva settentrionale dell'Aksaj, mentre il kampfgruppe von Hünersdorff ripiegava verso la testa di ponte di Zalivskij che, allo stesso tempo, era  minacciata dalla terza brigata meccanizzata sovietica che stava avanzando da ovest; i panzer, appena arrivati, riuscirono a fermare questo attacco nemico. Il 15 dicembre la 6. Panzer-Division rivendicò la distruzione di 23 carri armati sovietici, ma dovette lamentare la perdita di 19 panzer: le fonti sovietiche, invece, riferiscono che i tedeschi persero almeno 40 carri armati. Mentre si svolgevano gli scontri a Verčne Kumskij, sul fianco destro del LVII. Panzerkorps il kampfgruppe Heydebreck della 23. Panzer-Division riuscì a costituire a Šestakov, 10 chilometri a est di Zalivskij, una nuova testa di ponte sull'Aksaj. Il 13º Corpo meccanizzato sovietico ripiegò a nord del fiume per mantenere la coesione dello schieramento e rimanere collegato con il fianco sinistro del 4º Corpo meccanizzato.

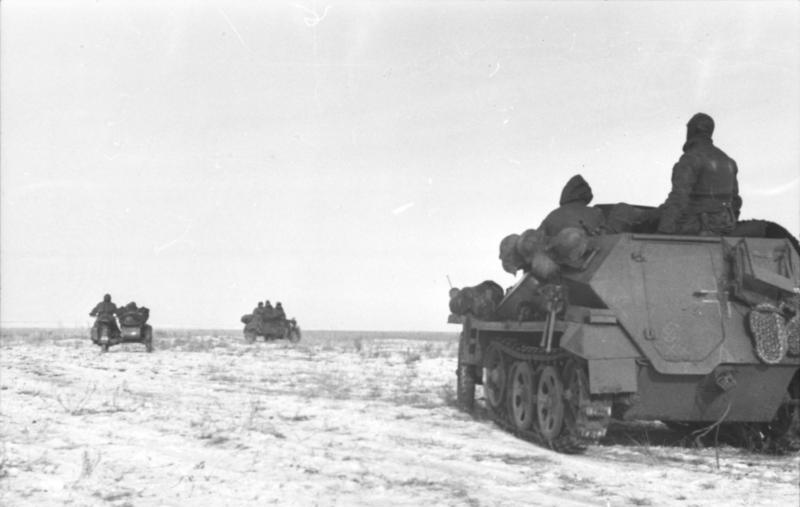
Un semicingolato blindato (Sd.Kfz. 250 o 251) e altri mezzi tedeschi avanzano nella steppa innevata, durante gli scontri di dicembre

Pur soddisfatto del successo a Verčne Kumskij, Vol'skij era consapevole che i tedeschi avrebbero presto ripreso l'offensiva; egli, che disponeva ancora di circa 8000 soldati e 70 carri armati, ritenne essenziale costituire una forte posizione difensiva per fermare i nuovi attacchi. Per consolidare le posizioni, la brigata meccanizzata che aveva attaccato lungo la riva settentrionale dell'Aksaj fu lentamente ritirata verso nord, per coprire il fianco destro sovietico. Nel frattempo il grosso del 4º Corpo meccanizzato organizzò le posizioni intorno a Verčne Kumskij; alcuni reparti corazzati vennero anche impiegati in attacchi diversivi per intralciare i preparativi tedeschi; infine il 1378º Reggimento di fucilieri si schierò a difesa della linea di colline su un arco di circa 10 chilometri subito a sud del villaggio. Le forze della 6. Panzer-Division erano state a loro volta rinforzate e il generale Raus poteva schierare circa 100 mezzi corazzati. Il 16 dicembre il LVII. Panzerkorps riprese quindi gli attacchi: era decisivo per i tedeschi accelerare i tempi, superare al più presto la difesa sovietica e marciare in direzione della sacca di Stalingrado. La situazione strategica globale, peraltro, stava evolvendo sempre più a sfavore della Wehrmacht: proprio il 16 dicembre l'Armata Rossa sferrava sul medio Don l'operazione Piccolo Saturno contro l'8ª Armata italiana di cui si temeva il cedimento. Nonostante i ripetuti attacchi dei carri armati della 6. Panzer-Division, tuttavia, anche il 16 dicembre i tedeschi non riuscirono a entrare a Verčne Kumskij, anche perché il 1378º Reggimento fucilieri, annidato sulle colline, dette luogo a una tenace resistenza e riuscì, con i propri cannoni anticarro, a infliggere dure perdite ai mezzi corazzati tedeschi del kampfgruppe von Hünersdorff; alcuni reparti si trovarono in forte difficoltà sotto il fuoco nemico. Anche gli attacchi sul fianco destro da parte della 23. Panzer-Division fallirono a Krugliakov e a Kovalevka; due brigate del 13º Corpo meccanizzato sovietico respinsero gli attacchi e impedirono l'estensione delle teste di ponte a nord dell'Aksaj.
I combattimenti ripresero il 17 dicembre, aperti da un pericoloso contrattacco di una brigata meccanizzata sovietica che, rinforzata da reparti della 87ª Divisione fucilieri, attaccò la testa di ponte della 23. Panzer-Division a Krugliakov: solo grazie all'intervento di una parte dei carri armati della 6. Panzer-Division, i tedeschi riuscirono a respingere gli attacchi. Dopo aver superato questa crisi, il kampfgruppe von Hünersdorff riprese l'assalto principale verso nord, in direzione ancora una volta di Verčne Kumskij, dove si svolsero durante tutto il giorno battaglie di grande violenza dall'esito alterno. L'attacco tedesco, sostenuto stavolta dall'efficace intervento degli aerei della Luftwaffe, fu sferrato con forti gruppi di panzer lungo tutto il fronte difensivo del 4º Corpo meccanizzato, che il generale Vol'skij aveva rinforzato con i resti della 85ª Brigata carri e con la 20ª e la 383ª Brigata anticarro. Un tentativo di aggiramento del fianco destro sovietico, operato da un gruppo di panzer distaccato dal colonnello von Hünersdorff, fu neutralizzato dal 55º Reggimento carri del tenente colonnello Azi Agadovič Aslanov: i carristi sovietici combatterono con valore e abilità e respinsero l'attacco. Anche le altre brigate meccanizzate sovietiche mantennero le posizioni, in specie la 20ª Brigata anticarro che si aggrappò fino al tardo pomeriggio alla quota 145.9, prima di essere costretta a ripiegare. Pure il 1378º Reggimento fucilieri del tenente colonnello Diasamidze respinse gli attacchi tedeschi contro le colline a sud di Verčne Kumskij. La 6. Panzer-Division del generale Raus accusò la distruzione di altri quattordici carri armati il 17 dicembre, senza raggiungere alcun successo decisivo; le fonti sovietiche riferiscono di perdite nemiche ancora più alte.

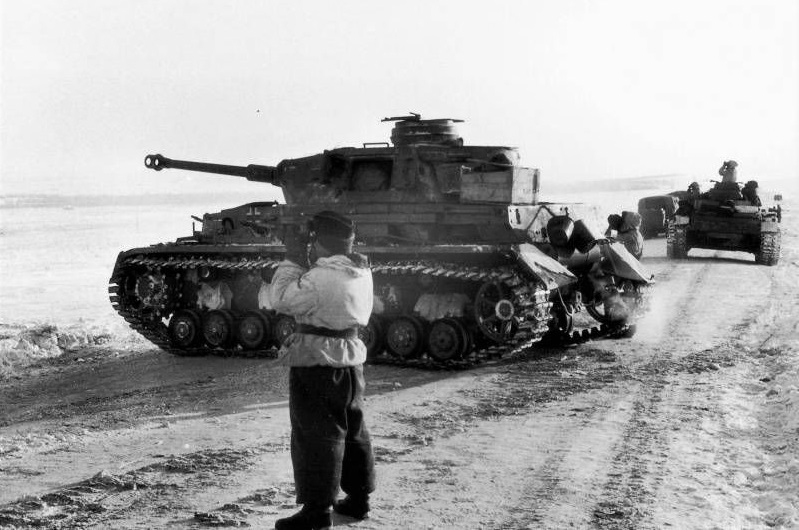
Un Panzer IV (in primo piano) e un Panzer III durante l'operazione Tempesta Invernale: membri dell'equipaggio sono smontati dai mezzi per osservare il campo di battaglia e decidere come agire

Mentre si combattevano le aspre battaglie intorno a Verčne Kumskij, gli alti comando tedesco e sovietico erano impegnati a rafforzare con la massima urgenza le loro truppe per tentare una svolta decisiva delle operazioni. Già il 13 dicembre Hitler, dopo ripetute richieste, aveva assegnato al feldmaresciallo von Manstein la 17. Panzer-Division del generale Fridolin von Senger und Etterlin, per accelerare la controffensiva del LVII. Panzerkorps in direzione della sacca. La divisione era un'unità esperta, ma con appena 30 carri armati efficienti; il 15 essa si concentrò a Kotel'nikovo e il generale von Senger incontrò il generale Hoth che, pur consapevole della debolezza dell'equipaggiamento della divisione, espresse la sua fiducia sulle capacità e la combattività della 17. Panzer-Division. La divisione corazzata entrò quindi in azione il 17 dicembre sul fianco sinistro della 6. Panzer-Division; dopo aver appoggiato le divisioni rumene, respinse una divisione di cavalleria sovietica, quindi raggiunse l'Aksaj e costituì una testa di ponte a nord del fiume, nella località di Generalovskij.
Il 18 dicembre, pertanto, il generale Kirchner ritenne di poter sferrare un attacco coordinato decisivo con tutte e tre le sue Panzer-Division, un complesso di circa 155 carri armati; egli prevedeva di sbaragliare finalmente il 4º Corpo meccanizzato e raggiungere il fiume Myškova. Nonostante l'arrivo della 17. Panzer-Division e l'indebolimento delle forze del 4º Corpo meccanizzato e del 13º Corpo meccanizzato, che disponevano ancora di circa 60 mezzi corazzati, gli attacchi del 18 dicembre si conclusero con un inaspettato, nuovo fallimento. In un primo momento la 17. Panzer-Division avanzò a nord della testa di ponte sull'Aksaj a Generalovskij, superò la resistenza di una brigata meccanizzata nemica distruggendo 22 carri armati e minacciò il fianco destro del generale Vol'skij; l'intervento del 26º Reggimento carri del maggiore Doroškevič riuscì a ristabilire la situazione e i sovietici, pur perdendo terreno, arrestarono la marcia della 17. Panzer-Division. Mentre la 23. Panzer-Division, ridotta a soli 13 carri armati operativi, effettuava una manovra secondaria a nord di Klugliakov senza grandi risultati, il generale Raus sferrò l'attacco principale al centro contro Verčne Kumskij con la 6. Panzer-Division, forte ancora di circa 80 blindati. Il settore delle colline era sempre difeso dalle posizioni anticarro del 1378º Reggimento fucilieri, che si batté con ostinazione durante l'intera giornata, anche a dispetto delle incursioni della Luftwaffe: i tedeschi, alla fine, subirono forti perdite e sospesero gli assalti. Un estremo tentativo fu effettuato dal kampfgruppe von Hünersdorff che intraprese una manovra aggirante; il colonnello mise in difficoltà una brigata meccanizzata sovietica, ma un disperato contrattacco del 55º Reggimento carri del tenente colonnello Aslanov, portato con gli ultimi diciassette mezzi corazzati, permise di sventare la minaccia. Quasi tutti i carri sovietici furono distrutti e la importante quota 137.2 fu conquistata dai tedeschi ma, al cader della notte, i sovietici contrattaccarono e ripresero l'altura. Alla fine della giornata la 6. Panzer-Division aveva ancora cinquantasette panzer operativi ma, secondo le fonti sovietiche, i tedeschi avevano perduto circa trenta carri armati nella battaglia del 18 dicembre.

### Catastrofe sul Don
L'aspra resistenza del 4º Corpo meccanizzato aveva arrestato temporaneamente l'avanzata della 6. Panzer-Division e, soprattutto, aveva dato tempo all'alto comando sovietico di riorganizzare il suo schieramento e inviare potenti unità di riserva a sud del Don per sbarrare la via verso la sacca di Stalingrado. Fin dal 17 dicembre erano arrivati sulla linea del fiume Myškova le prime unità della 2ª Armata corazzata delle guardie al comando del generale Rodion Jakovlevič Malinovskij; il grosso dell'armata, con due corpi di fucilieri delle guardie e il 2º Corpo meccanizzato delle guardie era in avvicinamento e il generale Erëmenko modificò la catena di comando, assegnando al generale Malinovskij la responsabilità del fronte principale contro il LVII. Panzerkorps, con le sue formazioni in arrivo e il 4º Corpo meccanizzato e il 4º Corpo di cavalleria che erano già in linea. Il 13º Corpo meccanizzato sul fianco sinistro rimase alle dipendenze della 51ª Armata.
Nei giorni precedenti erano sorti forti contrasti tra Stalin, il generale Vasilevskij e i generali Nikolaj Fëdorovič Vatutin, Rokossovskij e Filipp Ivanovič Golikov, riguardo alla pianificazione strategica e alle decisioni da prendere per impedire il successo della controffensiva tedesca verso la sacca di Stalingrado. Vasilevskij si trovava sul posto fin dal 12 dicembre e, estremamente allarmato, aveva subito ritenuto essenziale fermare l'avanzata del generale Kirchner; egli quindi diramò un primo ordine al generale Malinovskij di prepararsi a dirigere a sud del Don con tutta la sua armata. La pianificazione originale sovietica, tuttavia, aveva previsto che la 2ª Armata delle guardie, la formazione più potente dell'Armata Rossa, fosse assegnata al fronte del generale Rokossovskij per prendere parte con un ruolo decisivo alla distruzione finale della 6. Armee accerchiata; in alternativa si era studiato il suo impiego nella seconda fase della prevista operazione Saturno, che avrebbe dovuto iniziare a metà dicembre con obiettivo la distruzione del fronte dell'Asse sul medio Don e l'avanzata fino a Rostov.

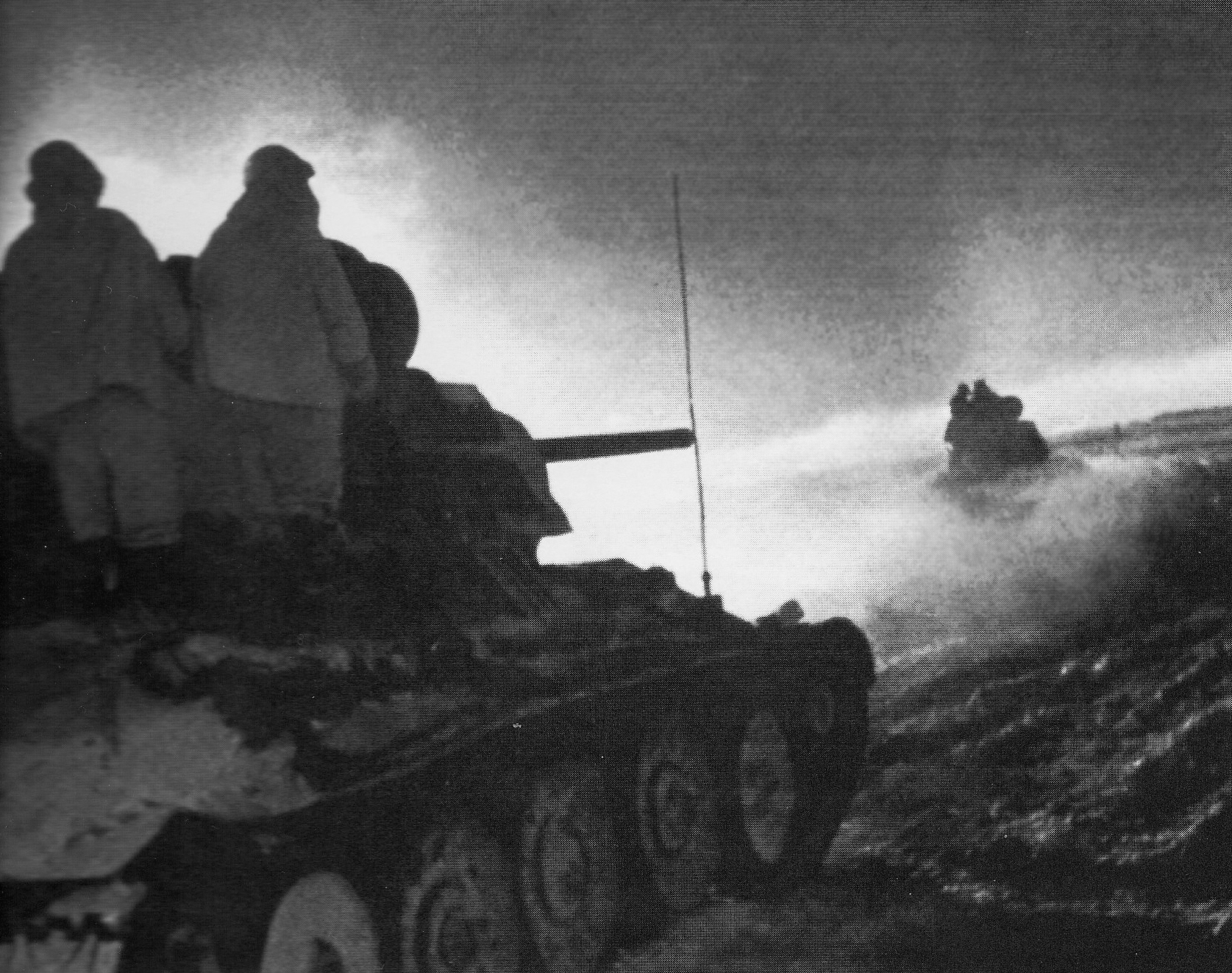
Inizio dell'operazione Piccolo Saturno: carri T-34 avanzano nella notte invernale, puntando al fronte tenuto dalle truppe italiane sul Don

Il generale Vasilevksij, però, non aveva l'autorità per prendere una decisione strategica così importante; il capo di stato maggiore dovette contattare direttamente Stalin la notte del 12 dicembre, richiedere il trasferimento della 2ª Armata delle guardie e il rinvio dell'operazione Anello. Il dittatore replicò rabbioso, accusando il generale di abuso di autorità e rifiutandosi di dare una risposta immediata alle richieste del capo di stato maggiore. Finalmente, alle ore 05:00 del 13 dicembre, Stalin, dopo una sessione notturna del GKO, autorizzò Vasilevskij a trasferire l'armata di Malinovskij al Fronte di Stalingrado e richiese un piano dettagliato di impiego delle truppe; la sera del 14 Stalin e lo Stavka diramarono i nuovi ordini formali ai generali Rokossovskij, Erëmenko, Vatutin e Golikov.
Le direttive inviate a Rokossovskij ed Erëmenko prescrivevano di serrare il cerchio intorno alla 6. Armee, continuare gli attacchi locali per logorare ulteriormente le truppe nemiche accerchiate e impedire eventuali sortite dalla sacca; inoltre Erëmenko ebbe sotto di sé la 2ª Armata corazzata delle guardie, rinforzata per contrattaccare il raggruppamento tedesco arrivato sulla Myškova e, poi, avanzare fino a Kotel'nikovo. Le istruzioni per Vatutin e Golikov, invece, indicavano che l'operazione "Saturno" sarebbe stata trasformata in operazione "Piccolo Saturno"; non essendo più disponibile l'armata del generale Malinovskij, sarebbe stata annullata la prevista avanzata verso Rostov e, perciò, le unità corazzate sovietiche avrebbero dovuto deviare verso sud-est del Don per attaccare le retrovie dell'Asse e raggiungere gli aeroporti da dove partivano gli aerei tedeschi diretti verso Stalingrado. Nonostante le proteste del generale Vatutin, che avrebbe preferito seguire l'originario progetto "Saturno", Stalin e lo Stavka imposero la variazione dei piani e il 16 dicembre le armate del generale Vatutin e del generale Golikov diedero inizio alla devastante offensiva sul Medio Don diretta contro le formazioni italiane.
Entro tre giorni l'armata italiana cedette rovinosamente e provocò conseguenze strategiche decisive sul fronte orientale: almeno cinque corpi meccanizzati e corazzati sovietici furono liberi di avanzare quasi senza contrasto verso ovest, sud-est e sud: sopravanzarono le colonne in rotta delle truppe dell'Asse e misero in pericolo le linee di comunicazione del Gruppo d'armate Don, così come i preziosi campi di aviazione dai quali decollavano gli aerei da trasporto della Luftwaffe. Il feldmaresciallo von Manstein e l'alto comando tedesco ebbero le prime indicazioni sulle dimensioni della disfatta italiana solo il 20 dicembre; furono prese misure d'emergenza per guadagnare tempo, prima tra tutte l'indietreggiamento dell'Armeeabteilung Hollidt dalla linea del Čir, allo scopo di coprire le retrovie tedesche. Von Manstein era consapevole della gravità della situazione e avvertì l'alto comando che i sovietici avrebbero potuto raggiungere in pochi giorni Rostov, con conseguenze disastrose per l'intero fronte orientale.
Grazie agli impressionati successi dell'operazione piccolo Saturno e alla tenace resistenza delle forze sovietiche a sud del Don contro il LVII. Panzerkorps, la situazione strategica stava quindi evolvendo in favore dell'Armata Rossa. Alle 12:50 del 18 dicembre il generale Vasilevskij presentò a Stalin il suo piano di operazioni: confermava l'arrivo entro la notte del 20-21 dicembre di tutti i rinforzi della 2ª Armata delle guardie, prevedeva di passare alla controffensiva il 22 dicembre e di raggiungere Kotel'nikovo il 24 dicembre; contemporaneamente la 5ª Armata d'assalto del generale Popov avrebbe conquistato la testa di ponte di Nižne Čirskaja e raggiunto Tormosin. Il generale, inoltre, richiese l'invio di tre corpi carri e un corpo meccanizzato di rinforzo che avrebbe permesso di compensare le pesanti perdite subite dal 4º Corpo meccanizzato e di proseguire l'offensiva nel settore meridionale da Kotel'nikovo, direttamente in direzione di Rostov. Alle 05:00 del 19 dicembre Stalin diede la sua approvazione scritta al piano di operazioni di Vasilevskij.

### Avanzata tedesca fino al fiume Myškova

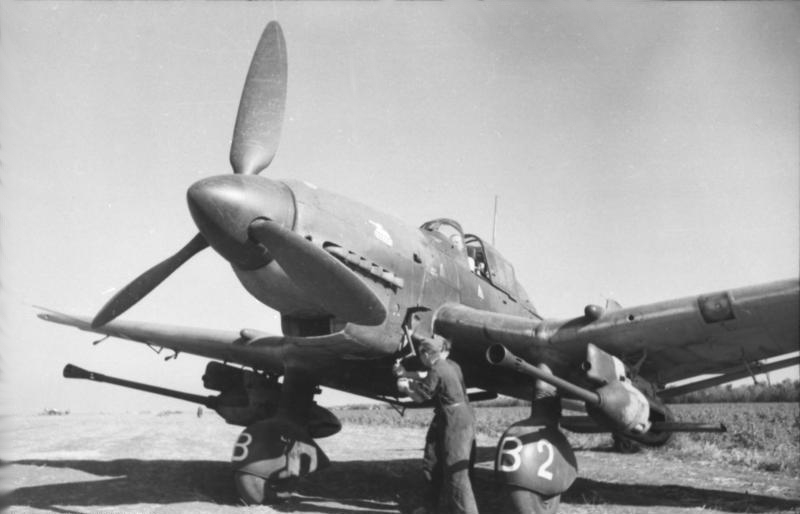
Uno Junkers Ju 87 "Stuka": questi velivoli ebbero un ruolo importante negli ultimi tentativi d'avanzata del LVII. Panzerkorps verso Stalingrado

L'evoluzione della situazione strategica impose ai tedeschi di proseguire le operazioni e riprendere a tutti i costi l'avanzata in direzione della sacca di Stalingrado; i carri armati del generale Hoth avevano non più di due giorni a disposizione per frantumare le difese sovietiche prima dell'arrivo dei massicci rinforzi dell'Armata Rossa. Le tre Panzer-Division del LVII. Panzerkorps ripartirono all'attacco con il massimo impegno al mattino del 19 dicembre e, questa volta, raggiunsero il successo e finirono per superare l'accanita resistenza del 4º Corpo meccanizzato; la nuova offensiva fu supportata dall'intervento degli aerei della Luftwaffe, che colpirono duramente le posizioni difensive sovietiche e ostacolarono le comunicazioni tra i reparti nemici, bersagliandone le postazioni di comando e controllo. Nonostante la potenza dell'attacco tedesco, i sovietici continuarono a combattere tenacemente e rallentarono l'avanzata nemica; di conseguenza la 17. Panzer-Division, schierata sulla sinistra, occupò nel pomeriggio Nižne Kumskij e raggiunse la riva meridionale della Myškova, ma dovette rinviare alla notte il tentativo di attraversare il fiume nel settore di Gromoslavka. La 23. Panzer-Division fu invece fermata a nord-est di Krugliakov dal 13º Corpo meccanizzato sovietico.
L'attacco principale fu sferrato ancora una volta dalla 6. Panzer-Division del generale Raus; i carri armati avanzarono da tre direzioni, ovest, sud e est, contro Verčne Kumskij, mentre gli Junkers Ju 87 "Stuka" bombardavano le difese sovietiche, caratterizzate dalla massiccia presenza di artiglieria e lanciarazzi. I combattimenti furono durissimi: a ovest, i panzer subirono perdite sotto il fuoco anticarro, ma la 158ª Brigata carri e il 26º Reggimento carri del maggiore Doroskevic furono praticamente distrutti. Dopo aver resistito fino al tardo pomeriggio, il generale Vol'skij dovette ordinare la ritirata da Verčne Kumskij; il suo centro di comando era stato distrutto, le comunicazioni con i reparti erano interrotti, due brigate carri erano quasi circondate, il colonnello Aslanov sembrava disperso. Le unità meccanizzate della 6. Panzer-Division avevano superato la resistenza del 1378º Reggimento sulla collina 143.7 e avevano distrutto il reggimento carri del colonnello Aslanov che, nella notte riuscì a rientrare nelle linee sovietiche a nord insieme a un piccolo gruppo di sopravvissuti.
La 6. Panzer-Division aveva finalmente occupato Verčne Kumskij e nella notte 20 carri armati del colonnello von Hünersdorff, assieme a due compagnie di Panzergrenadier, raggiunsero le rive della Myškova; il 4º Corpo meccanizzato aveva subito forti perdite (6000 tra morti, feriti, dispersi e 72 mezzi corazzati) ma il generale Vol'skij riuscì a ricostituire una linee difensiva sulla riva settentrionale del fiume con i 6800 uomini, trentuno T-34 e nove T-70 rimastigli. La 6. Panzer-Division aveva ottenuto una vittoria di Pirro a Verčne Kumskij al costo di 1700 morti e feriti e 25 carri totalmente distrutti; l'intero LVII. Panzerkorps, al 20 dicembre, era rimasto con 92 carri ancora operativi e altri 83 in fase di riparazione. Il 4º Corpo meccanizzato e il 4º Corpo di cavalleria erano stati quasi distrutti ma i tedeschi avevano perso sei giorni, durante i quali l'altro comando sovietico aveva avuto il tempo di concentrare potenti forze di riserva.

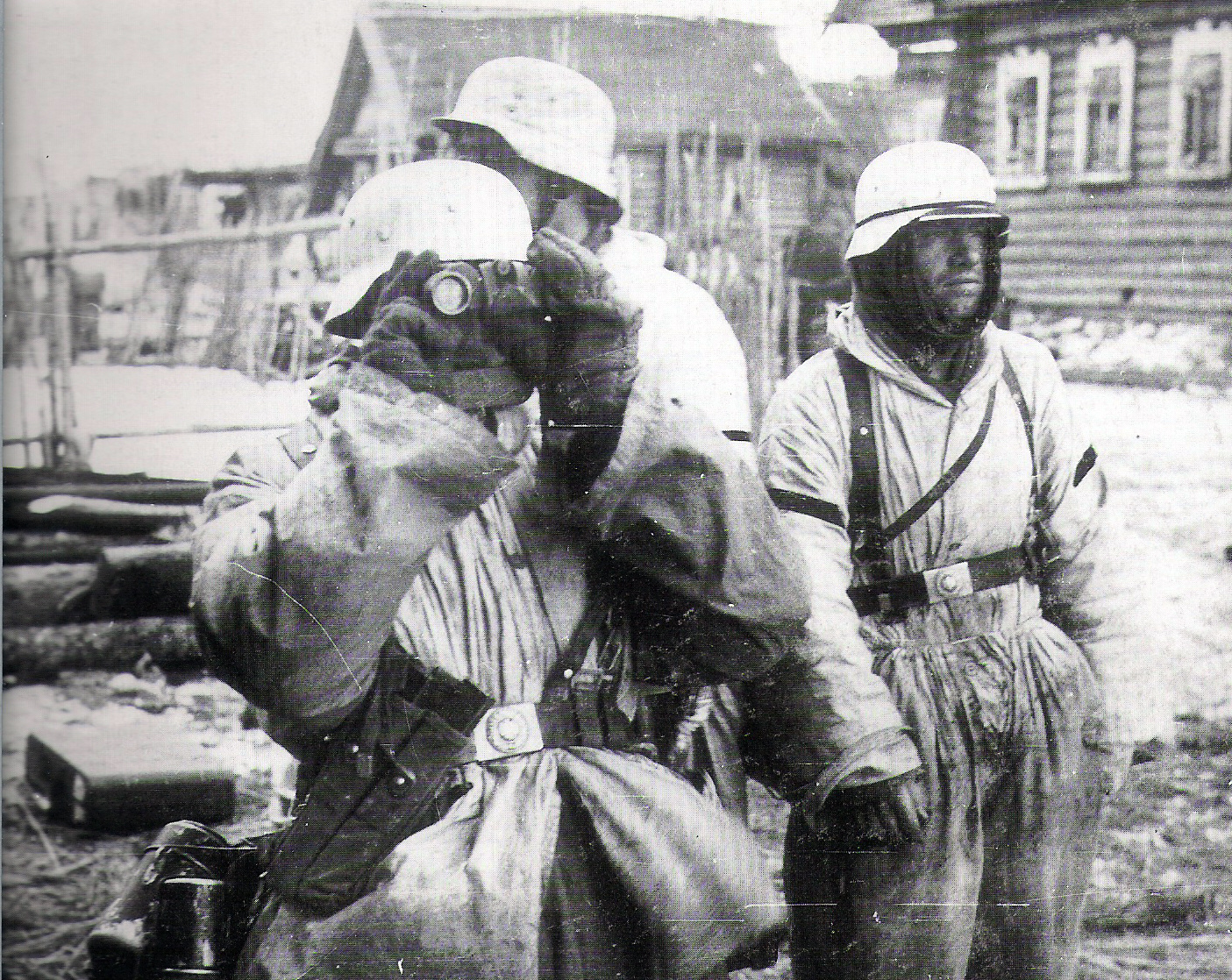
Soldati della 4. Panzerarmee del generale Hoth osservano le posizioni sovietiche durante la fase finale dell'operazione Tempesta Invernale

I generali Hoth e Kirchner erano ancora fiduciosi di poter completare la loro missione di salvataggio, dato che la situazione sembrava finalmente favorevole: il colonnello von Hünersdorff, dopo aver raggiunto la Myškova nella notte del 19-20 dicembre, riuscì con un colpo di mano a conquistare un ponte non danneggiato e costituì subito una piccola testa di ponte sulla riva settentrionale del fiume a Vasilevka; in questo modo i carri armati e i Panzergrenadier della 6. Panzer-Division si trovarono a 48 chilometri dalla sacca di Stalingrado, al punto che si poterono osservare, in cielo, le luci dei proiettori delle truppe della 6. Armee accerchiata. Le altre divisioni del LVII. Panzerkorps, tuttavia, non riuscirono a collegarsi con la testa di ponte del colonnello von Hünersdorff: la 17. Panzer-Division rimase bloccata a Nižne Kumskij, la 23. Panzer-Division si trovava molto più indietro sulla sinistra. Nella giornata del 20 i sovietici fermarono l'ulteriore avanzata tedesca: i resti del 4º Corpo meccanizzato furono rinforzati dal 1º Corpo fucilieri delle guardie con tre divisioni fucilieri, che contrattaccò le teste di ponte della 17. Panzer-Division a Nižne Kumskij e della 6. Panzer-Division a Vasilevka, impedendo ogni ulteriore avanzata tedesca in direzione della sacca.
Il 21 dicembre 1942 la battaglia riprese violenta: la 6. e la 17. Panzer-Division rimasero inchiodate nella difesa delle loro piccole teste di ponte, mentre la 23. Panzer-Division continuò a subire gli attacchi sovietici sul fianco orientale del LVII. Panzerkorps; nel settore di Gromoslavka, alla fine della giornata, le due divisioni corazzate tedesche riuscirono a entrare in collegamento respingendo le divisioni del 1º Corpo fucilieri delle guardie sulla riva settentrionale della Myškova e, al contempo, la 23. Panzer-Division guadagnò terreno a Gnilo-Aksajskaja, ma la 6. Panzer-Division rimase ferma a Vasilevka dove erano concentrate tre divisioni fucilieri delle guardie. Nonostante i successi tattici locali, la situazione strategica complessiva delle forze dell'Asse si stava ormai deteriorando: erano giunte notizie dell'avvicinamento alla linea della Myškova del 7º Corpo corazzato sovietico trasferito dal fronte del Čir e, sul medio Don, l'armata italiana stava crollando. Nella notte, al quartier generale di Hitler, si discusse l'evoluzione della situazione e si prese in considerazione la possibilità di rinforzare il raggruppamento del generale Hoth con la 5. SS-Panzer-Division "Wiking", trasferita dal Caucaso, o con la 7. Panzer-Division in arrivo dalla Francia, ma per il momento non fu presa alcuna decisione.
Il 22 dicembre la resistenza sovietica sulla linea della Myškova divenne ancora più efficace e il LVII. Panzerkorps dovette impegnarsi soprattutto in combattimenti difensivi nella testa di ponte di Vasilevka, senza poter riprendere l'avanzata; i contrattacchi della 2ª Armata delle guardie furono respinti e la 6. Panzer-Division mantenne le sue posizioni che, nel corso della giornata, vennero rinforzate da elementi della 17. Panzer-Division: l'unità, infatti, aveva rinunciato a espandere la sua piccola testa di ponte a Nižne Kumskij. I combattimenti a Vasilevka ripresero anche il 23 dicembre ma, nonostante le asserzioni del generale Raus (che nelle sue memorie scrive di "vittoria" tedesca lungo la linea della Myškova, vanificata dagli ordini dell'alto comando di non proseguire verso la sacca) in realtà le forze tedesche erano troppo deboli per poter affrontare con successo il raggruppamento sempre più potente dell'Armata Rossa. Il 23 dicembre il LVII. Panzerkorps era rimasto con meno di cento carri armati a disposizione: quarantuno nei ranghi della 6. Panzer-Division, trentasei come somma dei blindati disponibili nella 17. e 23. Panzer-Division.
La situazione della 6. Panzer-Division diveniva sempre più difficile. I soldati tedeschi, consapevoli dell'importanza della loro missione, mantenevano il morale alto ma la resistenza sovietica era in continuo aumento; il generale Hoth non esitò a comunicare ai comandi superiori che il tempo ancora disponibile era minimo, che sarebbe stato probabilmente costretto a retrocedere e che bisognava affrettare una sortita della 6. Armee dalla sacca.

## Sconfitta e ritirata tedesca
(Affermazione del generale Rodion Malinovskij dopo il fallimento del contrattacco tedesco)

### Contrasti nell'alto comando tedesco
Fin dal 19 dicembre 1942 il feldmaresciallo von Manstein aveva compreso che la controffensiva del generale Hoth era destinata al fallimento e ritenne, quindi, che fosse essenziale che la 6. Armee accerchiata organizzasse nel più breve tempo possibile una sortita in forze per abbandonare la regione di Stalingrado e congiungersi con le forze di soccorso, ferme a 50 chilometri di distanza. Già il 18 aveva invitato il generale Zeitzler, capo di stato maggiore dell'esercito tedesco, a intervenire presso il generale Paulus per sollecitarlo a prendere l'iniziativa, mentre, per chiarire meglio la situazione al comandante dell'armata accerchiata, il comandante del Gruppo d'armate Don inviò nella sacca in aereo il suo capo del servizio informazione, maggiore Eismann: questi, però, non ebbe successo nella sua missione. Paulus apparve depresso e preoccupato e affermò che la sortita dell'armata sarebbe stata troppo rischiosa a causa, soprattutto, dell'indebolimento delle sue forze e delle carenze dei rifornimenti: il suo capo di stato maggiore, generale Arthur Schmidt, fu ancora più negativo e concluse affermando che lo sfondamento era «assolutamente impossibile in questo momento», pur precisando l'armata avrebbe potuto resistere assediata ancora per mesi, a condizione che fosse stata rifornita meglio per via aerea.

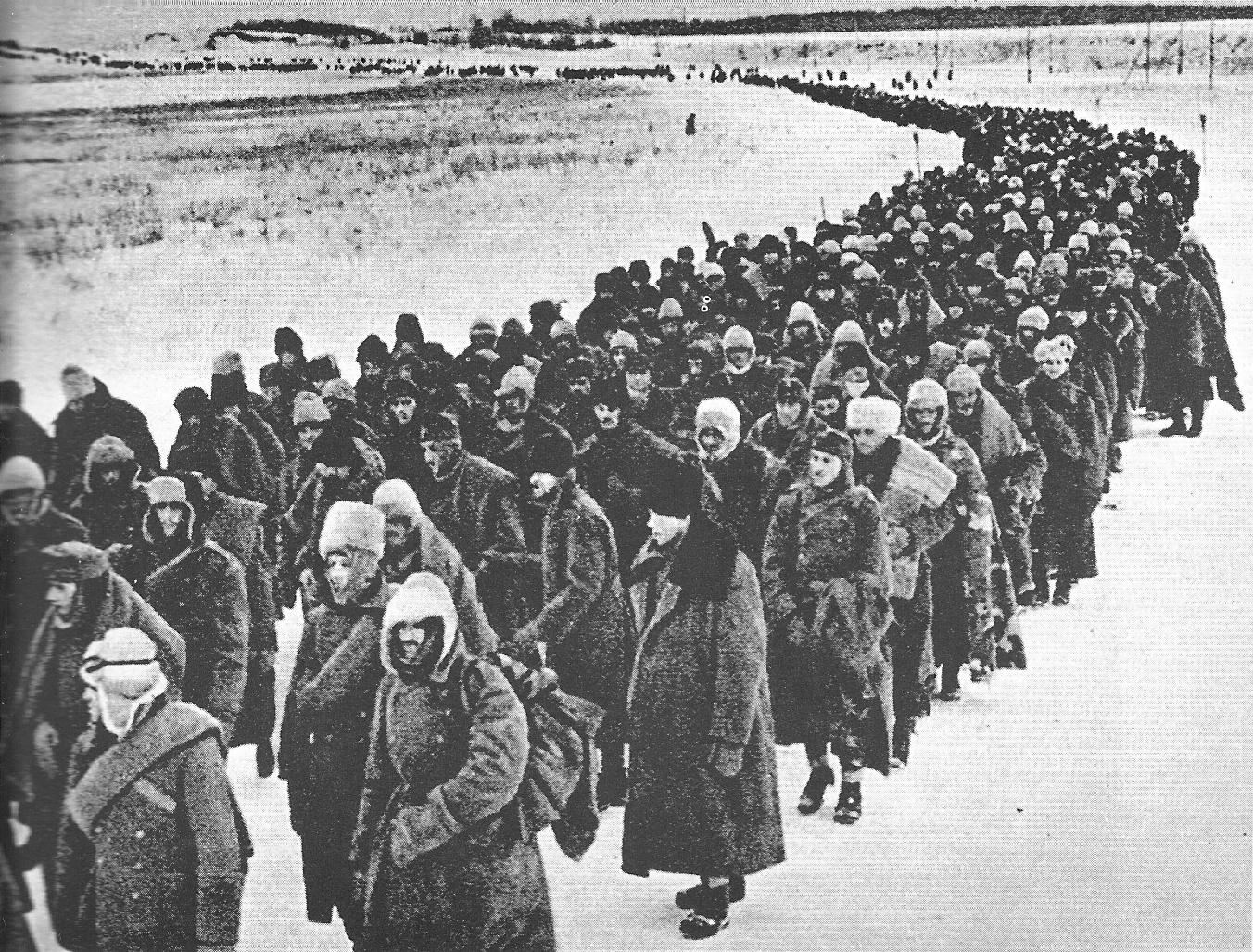
Colonna di prigionieri dell'Asse avviata nei campi di detenzione dell'Armata Rossa: il cedimento delle armate italiana, ungherese e romene rese ancor più improbabile un successo dell'operazione di salvataggio

Il feldmaresciallo von Manstein, contrariato dal fallimento raccolto dal maggiore Eismann, considerò anche la possibilità di destituire i generali Paulus e Schmidt, ma poi rinunciò a questo proposito e il mattino del 19 contattò di nuovo il generale Zeitzler per evidenziargli che rimaneva pochissimo tempo a disposizione per salvare, almeno in parte, l'armata di Stalingrado: ripeté che era essenziale ordinare la sortita dalla sacca. Alle ore 18:00 von Manstein, non avendo ricevuto notizie positive dal quartier generale, prese la decisione di inviare autonomamente un ordine formale al generale Paulus di iniziare «al più presto possibile» l'attacco di sfondamento dalla sacca (nome in codice Wintergewitter, "tempesta invernale") a cui sarebbe seguita subito la sortita generale della 6. Armee che avrebbe abbandonato il fronte di Stalingrado (nome in codice Donnerschlag, "colpo di tuono"). Il 20 e il 21 dicembre il feldmaresciallo von Manstein e il generale Paulus entrarono ripetutamente in comunicazione diretta attraverso i messaggi per telescrivente; Paulus presentò una serie di giustificazioni per non eseguire gli ordini ricevuti, affermò che in ogni caso avrebbe avuto bisogno di almeno sei giorni per organizzare la sortita e che sarebbe stato molto difficile sganciare le truppe schierate nei settori settentrionali della sacca: secondo lui la precaria situazione sanitario-alimentare e la «ridotta mobilità dei reparti» (calcolata in 20-30 chilometri, insufficienti per raggiungere le linee del generale Hoth sul fiume Myškova) l'operazione molto probabilmente non avrebbe avuto «buon esito». Inoltre, il generale rilevò che l'evacuazione totale della sacca, ordinata dal feldmaresciallo von Manstein, andava contro gli ordini tassativi di Hitler che prescrivevano, pur autorizzando un attacco di allegerimento verso sud, di mantenere il possesso del fronte di Stalingrado e di non abbandonare i settori settentrionali e la linea del Volga.
Il feldmaresciallo von Manstein fece un ultimo tentativo di cambiare la situazione il pomeriggio del 21 dicembre: contattò il quartier generale di Rastenburg, ma Hitler non modificò le sue decisioni; non solo confermò che i fronti settentrionali e orientali della sacca non dovevano essere abbandonati ma, facendo riferimento alle considerazioni tecniche presentate dal generale Paulus, affermò che la sortita della 6. Armee in direzione della 4. Panzerarmee era sostanzialmente impossibile a causa delle citate carenze di carburante. Nelle sue memorie, von Manstein tiene in considerazione le motivazioni che convinsero Paulus a rimanere fermo nella sacca secondo gli ordini di Hitler; egli afferma che un'operazione di evacuazione della sacca sarebbe stata effettivamente difficile ed estremamente rischiosa, esponendo l'armata alla distruzione in aperta campagna, ma ritiene che le truppe intrappolate avrebbero fatto sforzi disperati per raggiungere la salvezza: non volendo contravvenire agli ordini di Hitler, Paulus perse l'ultima occasione di salvare almeno una parte della grande unità. Il generale Paulus, invece, afferma nelle sue memorie che egli, pur considerando con profonda preoccupazione le sofferenze dei suoi soldati, ritenne impensabile trasgredire agli ordini del comando supremo, il quale gli aveva fatto presente come la resistenza a Stalingrado fosse essenziale per guadagnare tempo e permettere la ricostituzione del fronte tedesco più a ovest.
Il 23 dicembre, in ogni caso, era ormai troppo tardi per una sortita generale: la disfatta sul fronte del Don rischiava di trasformarsi in una catastrofe generale, il feldmaresciallo von Manstein fu costretto a dirottare verso ovest le forze mobili dell'Armeeabteilung Hollidt e, soprattutto, a richiedere al generale Hoth di sganciare una delle sue Panzer-Division per trasferirla con urgenza a nord del Don e cercare di frenare l'avanzata dei corpi carri sovietici del generale Vatutin, già in posizione per minacciare le retrovie del Gruppo d'armate del Don e i preziosi campi d'aviazione di Tacinskaja e Morozovskja, da cui partivano i trasporti aerei che rifornivano la sacca di Stalingrado. Il raggruppamento del generale Hoth, rimasto agganciato sulla Myškova per giorni nonostante il continuo rafforzamento delle truppe sovietiche, aveva atteso invano che la 6. Armee muovesse verso sud per spezzare l'accerchiamento; consapevole del pericolo per le retrovie del Gruppo d'armate del Don, Hoth non esitò a privarsi della 6. Panzer-Division, la più forte delle sue unità con quarantuno panzer operativi; i carri armati del generale Raus quindi abbandonarono le posizioni sulla Myškova e si misero in movimento, sotto una tempesta di neve, verso Potëmkinskaja, rinunciando alla missione di salvataggio.

### Controffensiva sovietica in direzione di Rostov

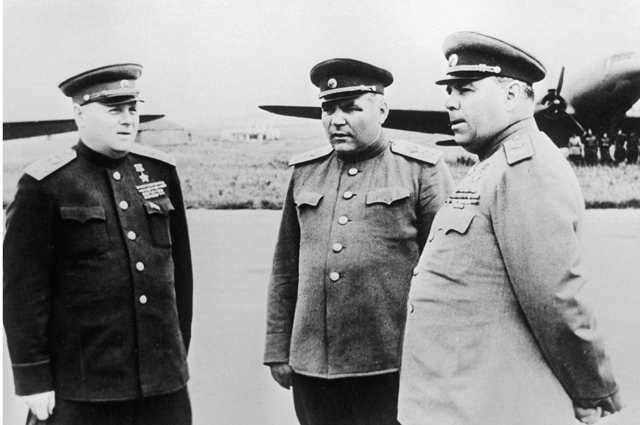
Al centro il generale Malinovskij, comandante della 2ª Armata delle guardie; a destra il generale Vasilevskij, capo di stato maggiore dell'Armata Rossa e rappresentante dello Stavka sul fronte di Stalingrado. La foto è scattata nell'estate 1945 ed entrambi sfoggiano il grado di maresciallo dell'Unione Sovietica.

Il potente raggruppamento sovietico coordinato personalmente dal generale Vasilevskij, radunato sulla Myškova per contrastare le forze del generale Hoth, passò all'offensiva al mattino del 24 dicembre. La fanteria del 1º e del 13º Corpo fucilieri delle guardie attaccò nel settore di Nižne Kumskij e di Ivanovka, i carri armati del 7º Corpo corazzato del generale Pavel Alekseevič Rotmistrov (equipaggiato con 92 mezzi corazzati) entrarono in azione alle ore 12:00 in supporto del 1º Corpo fucilieri; il 2º Corpo meccanizzato delle guardie del generale Karp Sviridov, infine, avanzò con 220 carri armati in appoggio del 13º Corpo fucilieri delle guardie.
Il piano del generale Vasilevskij, approvato dallo Stavka, prevedeva un attacco principale sferrato da quattro corpi della 2ª Armata delle guardie del generale Malinovskij direttamente in direzione di Kotel'nikovo, mentre la 51ª Armata avrebbe condotto una manovra secondaria con il 4º Corpo meccanizzato e il 13º Corpo meccanizzato sul fianco destro tedesco in direzione di Zavetnoe e Dubovskoe. Il LVII. Panzerkorps sarebbe stato attaccato frontalmente e aggirato sul fianco destro e alle spalle. Le forze sovietiche erano ora nettamente superiori: circa 149000 soldati, 1728 cannoni, 635 carri armati e 294 aerei avrebbero attaccato 50000 soldati tedeschi con appena trentasei carri armati operativi.
Il raggruppamento del generale Kirchner era già preparato a ripiegare su posizioni più arretrate e, quindi, riuscì a evitare la totale distruzione; ma fin dai primi giorni la 2ª Armata delle guardie ottenne successi decisivi. La testa di ponte sulla Myškova a Vasilevka fu rapidamente conquistata e il villaggio di Verčne Kumskij tornò in possesso dei sovietici il 24 dicembre, il giorno seguente il 7º Corpo corazzato e il 2º Corpo meccanizzato delle guardie raggiunsero la riva dell'Aksaj e la 51ª Armata avanzò sull'ala sinistra sovietica. La 17. e la 23. Panzer-Division si batterono validamente per guadagnare tempo ma, in serata, totalizzavano insieme solo diciannove carri armati disponibili; sul fianco destro del LVII. Panzerkorps era entrato in azione dalla tarda mattinata del 25 dicembre anche il potente 6º Corpo meccanizzato del generale Semën Il'ič Bogdanov con oltre 200 mezzi corazzati, in rinforzo delle altre formazioni del generale Malinovskij.
Il 26 dicembre la linea tedesca dell'Aksaj non fu in grado di resistere e le forze sovietiche riuscirono ad avanzare frontalmente fino a Kotel'nikovo; Malinovskij sollecitò le truppe del 1º e del 13º Corpo fucilieri delle guardie ad accelerare l'avanzata e inviò reparti di sciatori in profondità per disorganizzare le retrovie tedesche, mentre i mezzi corazzati del generale Bogdanov, appena arrivati, aggirarono il fianco destro tedesco e sbaragliarono le deboli forze rumene del generale Popescu che coprivano il fronte dell'Asse verso sud-est. Il 27 dicembre i generali Vasilevskij ed Erëmenko fecero intervenire anche i due corpi mobili della 51ª Armata, schierati sul fianco sinistro della 2ª Armata delle guardie. Il 4º Corpo meccanizzato del generale Vol'skij e il 13º Corpo meccanizzato del generale Tanasčišin, ognuno con circa 100 mezzi corazzati, superarono agevolmente la resistenza delle truppe rumene della 1ª e della 14ª Divisione fanteria e avanzarono verso sud-ovest in direzione di Dubovskoe e Zimovniki, contrastate solo da un reggimento della 16. Infanterie-Division (mot.), dirottato dalla steppa di Ėlista e appena giunto nella zona.
Lo stesso giorno il feldmaresciallo von Manstein non sembrò, ancora, valutare realisticamente la situazione; nonostante la disfatta sul medio Don e la ritirata del LVII. Panzerkorps, egli pensava di poter riprendere il tentativo di raggiungere la sacca di Stalingrado con l'intervento del III. Panzerkorps, richiamato dal Caucaso, e della 16. Infanterie-Division, ma in pochi giorni la disfatta tedesca a sud del Don divenne completa e definitiva. Il mattino del 27 ebbe inizio la battaglia per Kotel'nikovo, tuttavia il primo attacco del 7º Corpo corazzato non ebbe successo e i combattimenti degenerarono presto in aspre lotte. Negli altri settori del fronte i sovietici invece ottennero nuovi successi: sul fianco orientale, il 13º Corpo meccanizzato respinse i reparti della 16. Infanterie-Division motorizzata e il 3º Corpo meccanizzato delle guardie raggiunse e liberò Zavetnoe; sul fianco occidentale, il mattino del 28, Malinovskij fece avanzare il 1º Corpo fucilieri a nord del Don per costituire una testa di ponte per il passaggio del 2º Corpo meccanizzato delle guardie. Per coprire le retrovie del raggruppamento del generale Hoth, il feldmaresciallo von Manstein fece affluire d'urgenza la SS-Panzer-Division "Wiking", proveniente dal Caucaso, che avrebbe dovuto schierarsi a Zimovniki.
La battaglia per Kotel'nikovo, difesa da una trentina di carri armati tedeschi, fanteria e cannoni anticarro, riprese al primo mattino del 28 dicembre. Il 7º Corpo corazzato del generale Rotmistrov attaccò frontalmente con due brigate corazzate, mentre un'altra brigata corazzata e una brigata motorizzata effettuarono una manovra aggirante sul fianco sinistro tedesco, tagliarono le vie di comunicazione di Kotel'nikovo verso ovest e sud-ovest e occuparono di sorpresa un aeroporto situato a ovest della città. A sera i sovietici fecero irruzione dentro Kotel'nikovo da nord e da ovest; gli scontri finali si prolungarono anche il 29 dicembre e furono violenti e accaniti; alla fine della giornata le brigate corazzate del generale Rotmistrov, supportate anche dai fucilieri del 13º Corpo delle guardie, liberarono completamente la città. Le truppe tedesche, minacciate di accerchiamento anche dall'arrivo delle prime unità mobili del 6º Corpo meccanizzato, evacuarono la città e ripiegarono verso sud: questa vittoria guadagnò al 7º Corpo corazzato la denominazione onorifica di 3º Corpo corazzato delle guardie "Kotel'nikovo". Contemporaneamente al successo delle operazioni sovietiche a sud del Don, l'Armata Rossa aveva raggiunto un altro successo anche a nord del fiume con la liberazione di Tormošin, operata da unità della 5ª Armata d'assalto e del 2º Corpo meccanizzato delle guardie, che il generale Malinovskij aveva abilmente deviato verso nord-ovest.

## Conseguenze strategiche

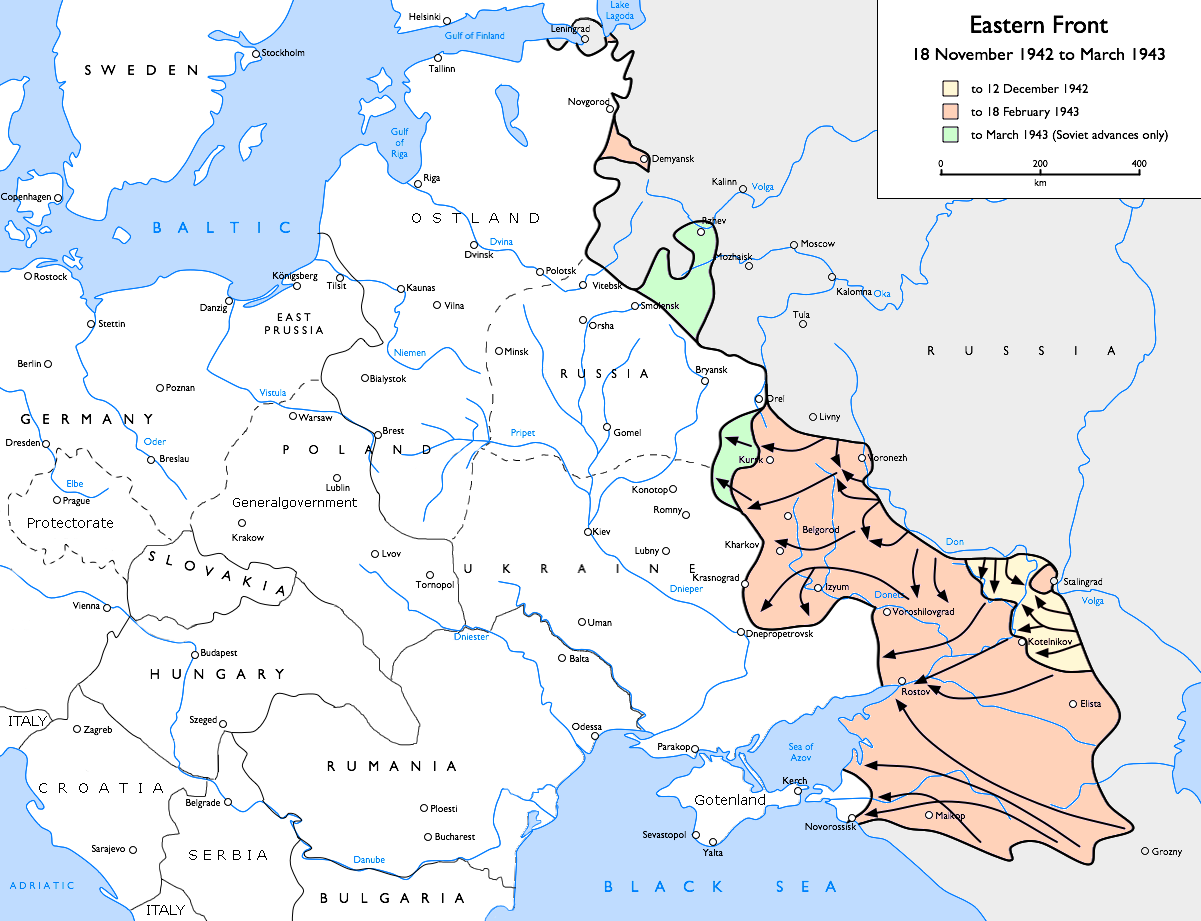
Il fronte orientale tra il novembre 1942 e il 1º marzo 1943

La vittoria sovietica a Kotel'nikovo, località di partenza della fallita controffensiva tedesca in direzione della sacca di Stalingrado, completava il ciclo di operazioni iniziato all'inizio di dicembre nel settore a sud del Don e suggellava definitivamente la rovina dei piani della Wehrmacht per salvare l'armata del generale Paulus. Alla fine del 1942 la situazione generale dell'esercito tedesco nel settore meridionale del fronte orientale era divenuta veramente critica.
Nei giorni precedenti Hitler e l'alto comando tedesco avevano ritenuto ancora possibile stabilizzare la situazione mantenendo il possesso di Kotel'nikovo, base di operazione per un nuovo tentativo di liberare la sacca di Stalingrado, e riconquistando a nord del Don le basi aeree della Luftwaffe; una nuova direttiva del Führer (27 dicembre 1942) prevedeva inoltre l'invio di notevoli rinforzi al Gruppo d'armate del Don: oltre alla "Wiking", la famosa 7. Panzer-Division con 146 carri armati sarebbe stata trasferita d'urgenza dalla Francia, la 26. Infanterie-Division sarebbe stata richiamata del Gruppo d'armate B, la 302. e la 320. Infanterie-Division sarebbero affluite dalle riserve dell'OKH e, infine, sarebbe stato concesso lo schwere Panzerabteilung 503 equipaggiato con i nuovi Panzer VI Tiger I. L'arrivo di queste valide riserve, tuttavia, sarebbe iniziato solo dopo alcuni giorni e nel frattempo, con la caduta di Kotel'nikovo, la disfatta tedesca divenne evidente e le sue conseguenze strategiche misero in pericolo tutto lo schieramento della Wehrmacht nella Russia e Ucraina meridionali. Il 28 dicembre Hitler riconobbe la gravità della situazione: la 6. Armee non si poteva più salvare e l'arrivo dilazionato dei promessi rinforzi poneva lo stesso raggruppamento del generale Hoth, dopo la sconfitta a Kotel'nikovo, nelle condizioni di essere totalmente annientato. In questa eventualità la via di Rostov a sud del Don sarebbe rimasta libera, con conseguente pericolo per le comunicazioni del Gruppo d'armate A sempre fermo nel Caucaso. Dopo lunghe discussioni, il generale Zeitzler riuscì a strappare al Führer l'autorizzazione a sottrarre forze mobili dal raggruppamento del generale von Kleist per rinforzare il generale Hoth e, anche, a iniziare la ritirata dell'intero Gruppo d'armate A.

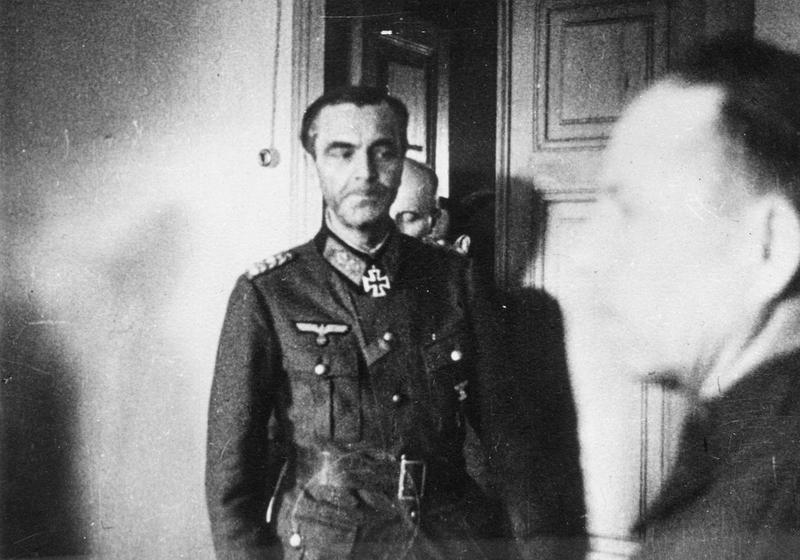
La resa del generale Paulus il 31 gennaio 1943, al termine della battaglia di Stalingrado

Il fallimento totale dell'operazione Tempesta Invernale segnò un momento decisivo della battaglia di Stalingrado e costituì una grande vittoria per l'Armata Rossa che, in ultimo, era riuscita a fermare un attacco di alcune delle migliori Panzer-Division. Nonostante i successi iniziali, in realtà le possibilità di successo per i tedeschi furono vanificate soprattutto dall'insufficienza delle forze concentrate per questa importantissima missione di salvataggio e dalla sottovalutazione, da parte dell'OKW, delle capacità sovietiche e della potenza delle loro armate. Il 23 dicembre 1942, giorno della partenza della 6. Panzer-Division dalla linea della Myškova, l'operazione era già fallita a causa delle dure perdite subite in pochi giorni dalle unità corazzate tedesche e, soprattutto, del grande concentramento di riserve mobili completato con successo dall'alto comando sovietico, che aveva ormai raggiunto una schiacciante superiorità sul nemico. È verosimile credere che l'esito della battaglia non sarebbe cambiato anche nel caso in cui la 6. Panzer-Division fosse rimasta a sud del Don.
Per molte settimane il feldmaresciallo von Manstein avrebbe dovuto guadagnare tempo per frenare l'offensiva sovietica sia a nord del Don (con le truppe dell'Armeeabteilung Hollidt) sia a sud del grande fiume con i resti delle forze del generale Hoth, rinforzate dalla Panzer-Division "Wiking" e dalla 3. Panzer-Division ritirate dal Caucaso, per permettere al Gruppo d'armate A di ripiegare ordinatamente e porsi in salvo attraverso Rostov. Nella prima settimana del febbraio 1943, egli sarebbe riuscito a portare a termine questa difficile missione: ma nel frattempo la situazione nel settore meridionale del fronte orientale era mutata per sempre con la resa finale della 6. Armee, avvenuta il 2 febbraio dopo un'ultima sanguinosa battaglia invernale e nuove grandi vittorie sovietiche lungo l'alto Don e nella regione di Voronež.